# 1941
1941 (MCMXLI) byl rok, který dle gregoriánského kalendáře započal středou.

## Události
Automatický abecedně řazený seznam viz Kategorie:Události roku 1941

### Protektorát Čechy a Morava
- 12. března  bylo divadlo D 41 uzavřeno gestapem
- 1. dubna – Gestapo zatklo pplk. Josefa Balabána.
- 13. května – Gestapo zatklo Josefa Mašína.
- 17. května – Po šesti letech bylo zastaveno vydávání týdeníku pro mládež Mladý hlasatel.
- v září bylo režisérem Josefem Šmídou založeno divadlo Větrník
- 18. září – Při železniční nehodě v Brně-Židenicích zahynulo 18 osob.
- 28. září – Reinhard Heydrich vyhlásil stanné právo a rozpoutal vlnu represí.
- 29. září – Byl zatčen předseda protektorátní vlády Alois Eliáš.
- Započala výstavba chemičky v Záluží u Litvínova

### Svět

#### Leden
- 22. ledna – Britské a australské jednotky dobyly Tobruk.

#### Únor
- 11. února – Erwin Rommel se přesunul do Afriky.
- 17. února – Bulharsko a Turecko podepisují s Německem smlouvu o přátelství

#### Březen
- 11. března – prezident Franklin Delano Roosevelt podepisuje Zákon o půjčce a pronájmu, který mu umožňuje poskytnout materiální podporu kterékoli zemi důležité pro americké zájmy.
- 29. března – Bitva u Matapanu, Britové poráží italskou flotu.

#### Duben
- 1. dubna – vojenský převrat v Iráku pod vedením Rašída Gajláního proti přítomnosti Britů.
- 6. dubna – Německo napadlo Jugoslávii a Řecko.
- 13. dubna – podepsána sovětsko-japonská smlouva o neútočení.
- 17. dubna – kapitulace Jugoslávie.
- 21. dubna – kapitulace Řecka.
- 25. dubna – Erwin Rommel napadl Egypt.

#### Květen
- 7. května – poblíž Islandu zadržena německá meteorologická loď s tajnými dokumenty o kódovacím přístroji Enigma
- 20. května – Německé výsadkové jednotky zaútočily na Krétu.
- 24. května – Bitva v Dánském průlivu, loď Bismarck potopila HMS Hood.
- 27. května – Bismarck potopen v severním Atlantiku.

#### Červen
- 1. června – Kréta kapituluje.
- 8. června – Britské a francouzské jednotky napadly Sýrii, o tři dny později podepisuje Sýrie příměří
- 22. června – Zahájena operace Barbarossa, začíná Velká vlastenecká válka.
- 25. června – Ruské letectvo bombarduje finská města, Finsko vyhlašuje SSSR válku.
- červen – Němci obsadili Vilnius.

#### Červenec
- 12. července
  - Sovětský svaz a Velká Británie podepisují smlouvu o vzájemné pomoci
  - Japonci předložili vichistické Francii ultimátum, ve kterém se dožadují podstoupení (de facto okupace) osmi leteckých a dvou námořních základen ve francouzské kolonii Východní Indočína Japonsku.
- 16. července
  - Japonský 2. kabinet prince Konoeho podává demisi.
  - Němci obsazují Smolensk
- 18. července – Nový 3. kabinet prince Konoeho se ujímá vlády.
- 25. července – Japonci vyhlašují protektorát nad Indočínou, začíná okupace a příprava základen pro útok na Malajsii.
- 26. července – Jako reakci na Japonské obsazení Francouzské Indočíny Roosevelt nařizuje zmrazit japonská aktiva v USA.
- 30. července – Americký dělový člun USS Tutiula je poškozen japonskými bombardéry u Čchung-čchingu. Japonci se omlouvají, že šlo o omyl.

#### Srpen
- 3. srpna – Clemens August von Galen, biskup münsterský, ve svém kázání zveřejnil detaily o tajných nacistických euthanasijních programech a ostře je odsoudil.
- 4. srpna – Roosevelt uzavírá Panamský průplav pro japonské lodě.
- 14. srpna – Atlantická charta.
- 24. srpna
  - Hitler nařídil euthanasijní programy zastavit.
  - Velká Británie a Sovětský svaz napadli Írán s cílem zabezpečit dodávky ropy.

#### Září
- 6. září – Reinhard Heydrich vydává nařízení, dle kterého jsou všichni Židé starší 6 let povinni nosit Davidovu hvězdu jako označení původu.
- 15. září – Počátek obléhání Leningradu
- 16. září – íránský šáh Rezá Pahlaví abdikuje ve prospěch svého syna Muhammada, jelikož byl nařčen z pomoci Německu ve válce.
- 19. září – Němci obsazují Kyjev.
- 30. září – Začíná hlavní útok na Moskvu – operace Tajfun.

#### Říjen
- 2. října – Roosevelt odmítá nabídku prince Konoeho na setkání, dokud se japonská vojska nestáhnou z Číny.

#### Listopad
- 18. listopadu – Zahájení ofenzívy britských jednotek u Tobrúku.
- 25. listopadu – Vyhlášení nezávislosti Libanonu
- 27. listopadu – Zahájení ruské ofenzívy u Rostova
- 28. listopadu – Spojenci obsazují Etiopii.
- 29. listopadu – Rusové zahajují protiofenzívu u Moskvy.

#### Prosinec
- 6. prosince – Sovětská vojska přecházejí do rozhodujícího protiútoku před Moskvou.
- 7. prosince – Japonský útok na Pearl Harbor (USA).
- 8. prosince – USA, Čína a Holandsko oficiálně vyhlašují válku Japonsku.
- 10. prosince – Japonci obsazují Guam, přistávají na Luzonu.
- 11. prosince
  - Německo vyhlašuje válku USA.
  - První japonský pokus o invazi na atol Wake odražen.
- 13. prosince – Námořní bitva u mysu Bon.
- 19. prosince – Nájezd italských žabích mužů na Alexandrii ochromil britskou středomořskou flotu.
- 23. prosince – Druhý japonský pokus o invazi na atol Wake je úspěšný. Američané kapitulují po pár hodinách boje.
- 25. prosince – Japonci dobývají Hongkong.
- noc z 28. na 29. prosince – Nad územím Protektorátu jsou vysazeny tři výsadky: Silver A, Silver B a Anthropoid.
- Připojení Besarábie k Rumunsku.

### Probíhající události
- Druhá čínsko-japonská válka (1937–1945)
- Druhá světová válka (1939–1945)

## Vědy a umění
- 10. října – Premiéra českého romantického filmu Noční motýl režiséra Františka Čápa s Hanou Vítovou v hlavní roli
- 23. října – Kreslený film studia Walta Disneye Dumbo měl premiéru v New Yorku.
- 7. listopadu – Premiéra českého filmu Pantáta Bezoušek podle románu K. V. Raise
- objevení plutonia
- startuje program Manhattan s cílem vyvinout atomovou bombu
- V Sovětském svazu objevuje Fljorov samovolné štěpení uranu.
- objevení dakronu (terylenu)
- výroba prvních polyuretanů v Německu
- premiéra filmu Občan Kane režiséra Orsona Wellse
- V Protektorátu Čechy a Morava měly premiéru i filmy Advokát chudých, Hotel Modrá hvězda, Nebe a dudy, Provdám svou ženu, Přednosta stanice, Roztomilý člověk, Rukavička, Tetička, Těžký život dobrodruha, Turbina a Z českých mlýnů.

### Knihy
- Eduard Bass – Cirkus Humberto
- Jaroslav Foglar – Záhada hlavolamu
- František Pilař – Dýmka strýce Bonifáce
- Erich Maria Remarque – Miluj bližního svého
- Romain Rolland – Beethoven. Velká tvůrčí období

## Nobelova cena
Kvůli válečnému konfliktu (II. světová válka) nebyla udělena žádná Nobelova cena.

## Narození

### Česko

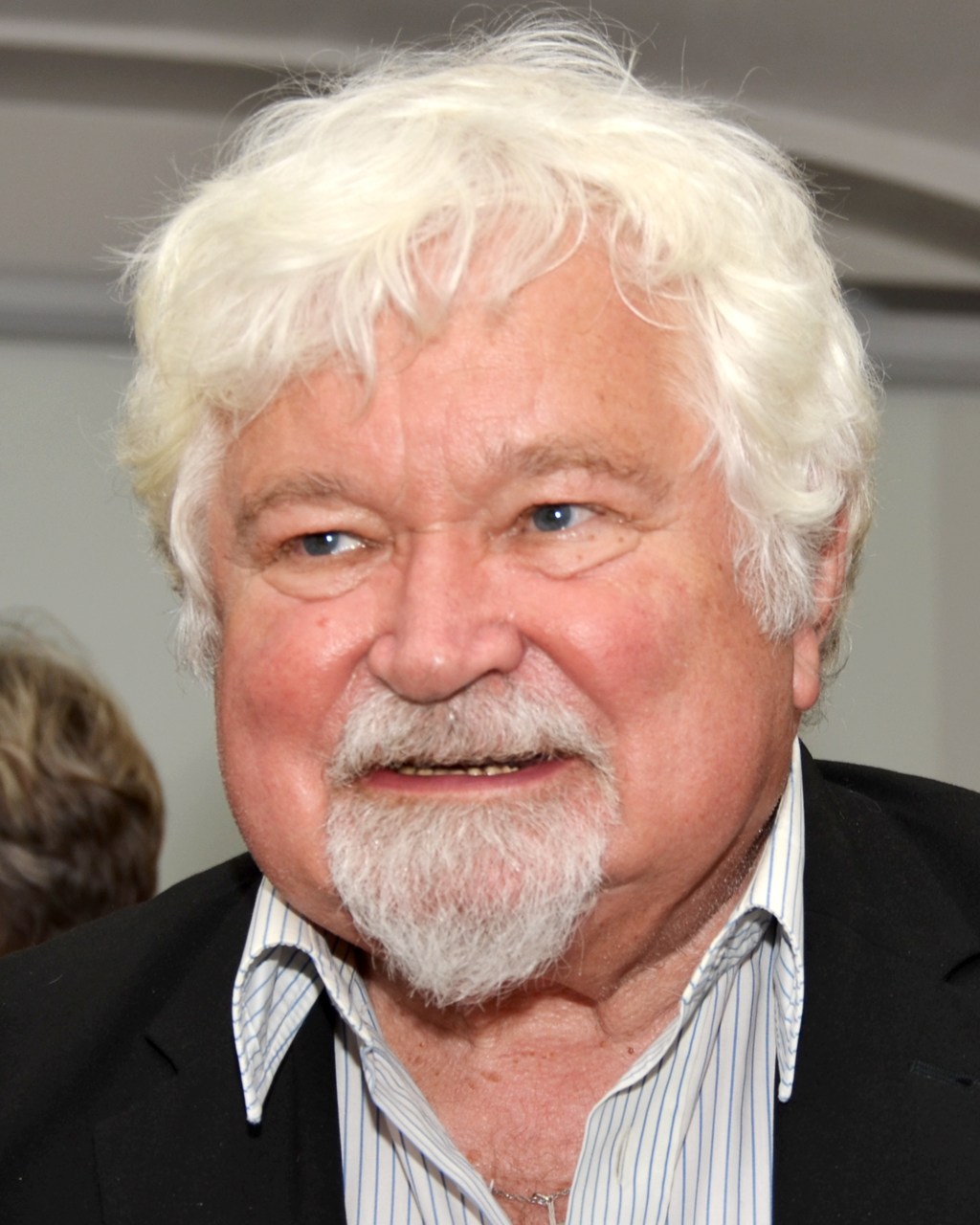
Petr Pithart (* 2. ledna)

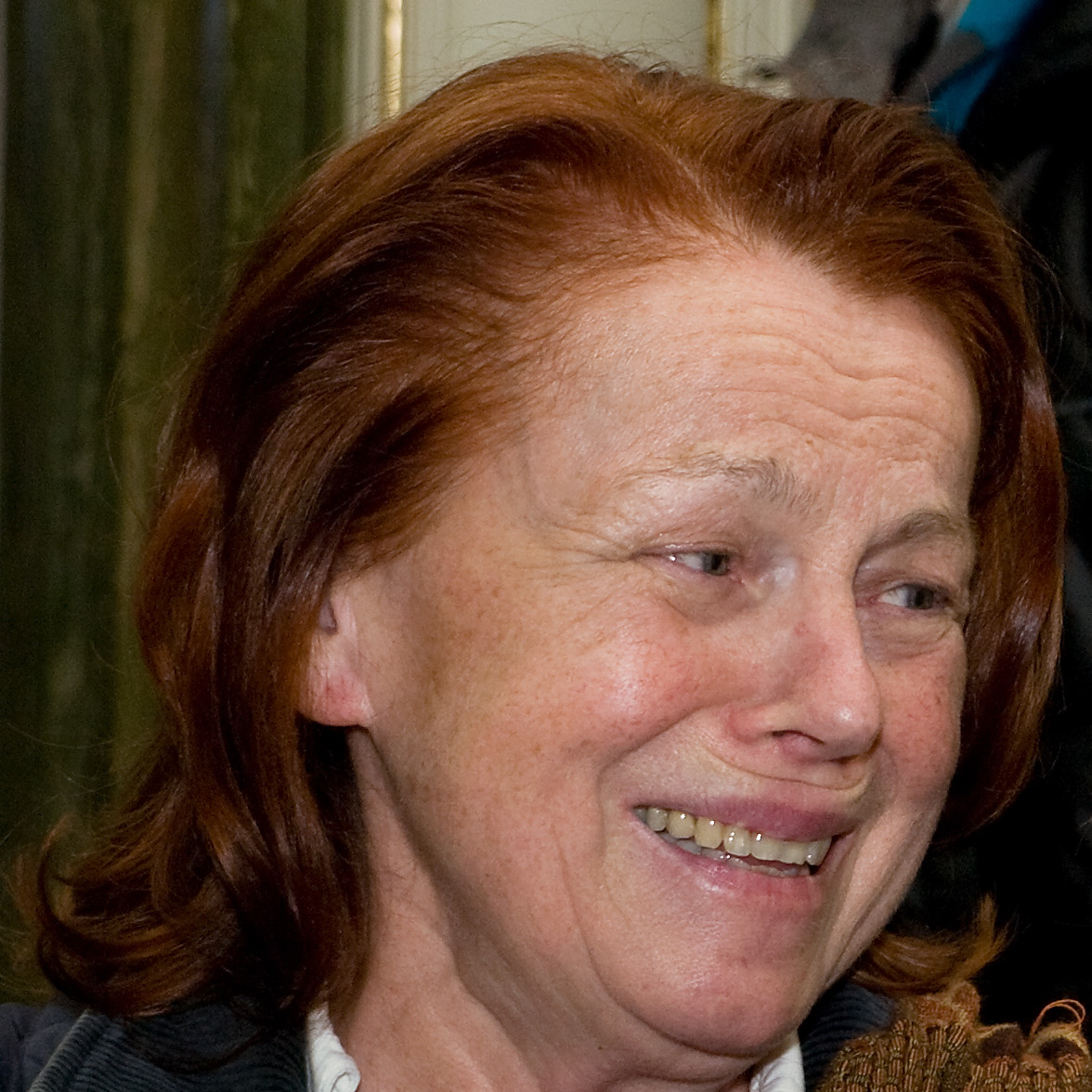
Iva Janžurová (* 19. května)

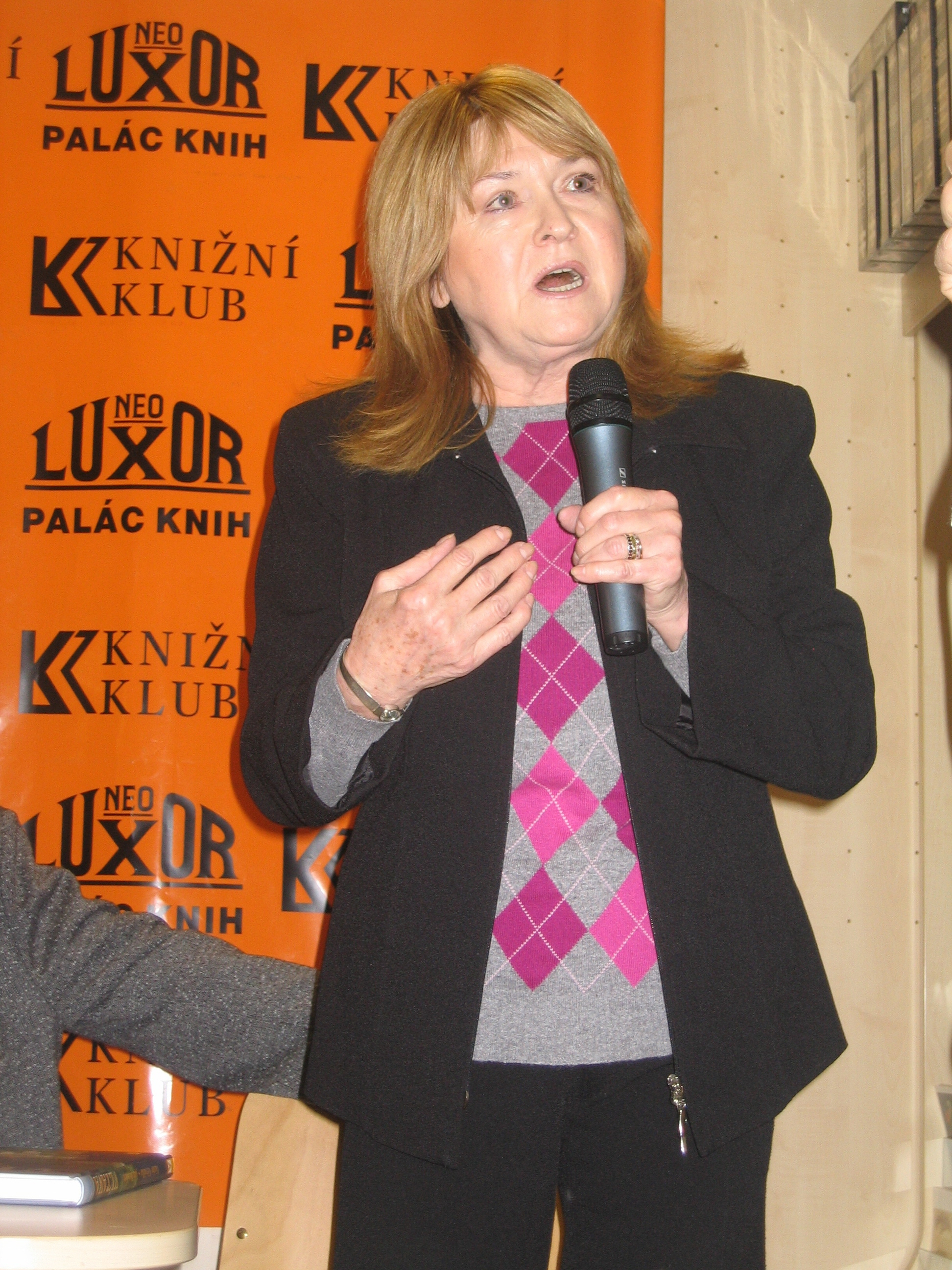
Pavlína Filipovská (* 28. května)

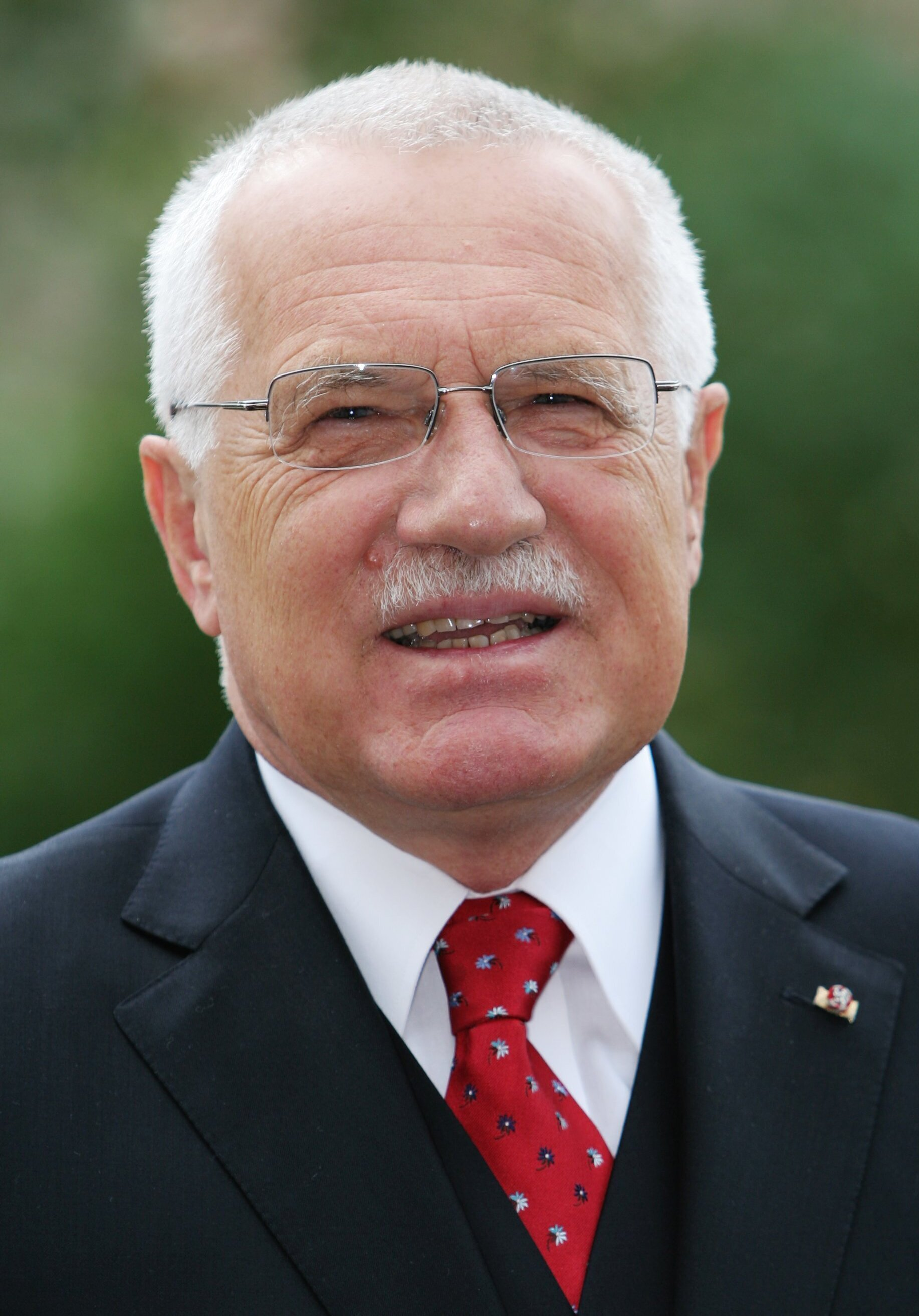
Václav Klaus (* 19. června)

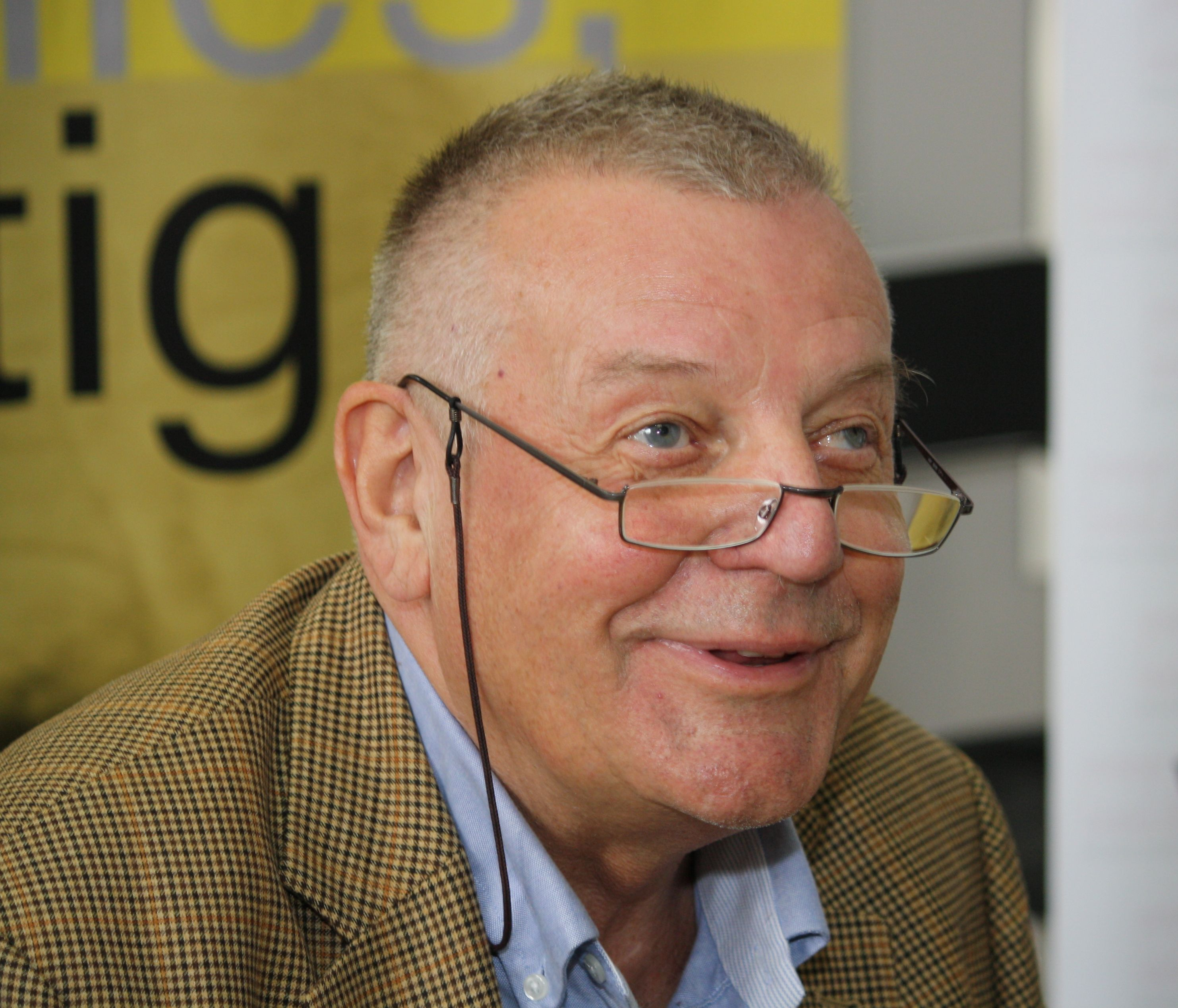
Karel Hvížďala (* 16. srpna)

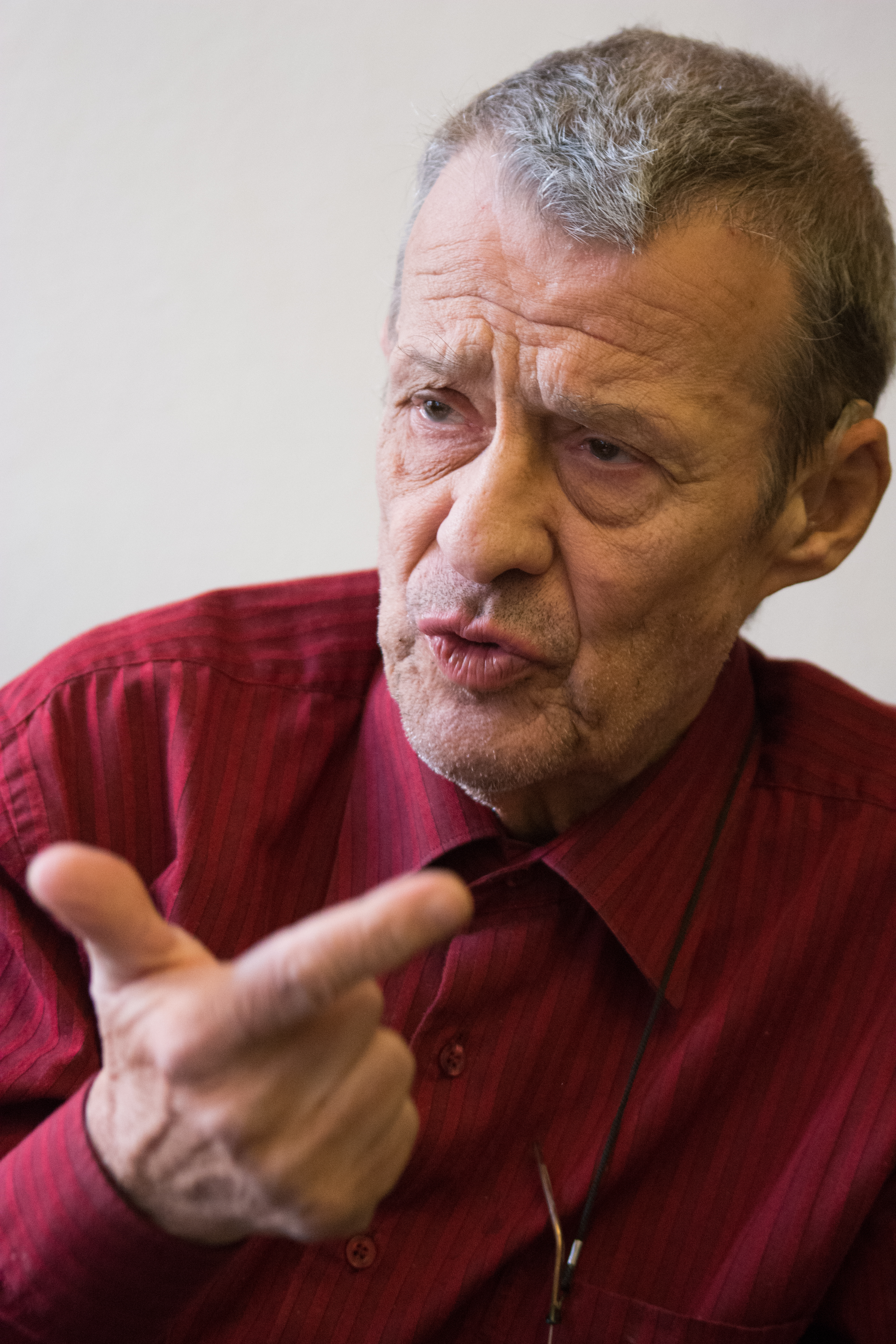
Petr Uhl (* 8. října)

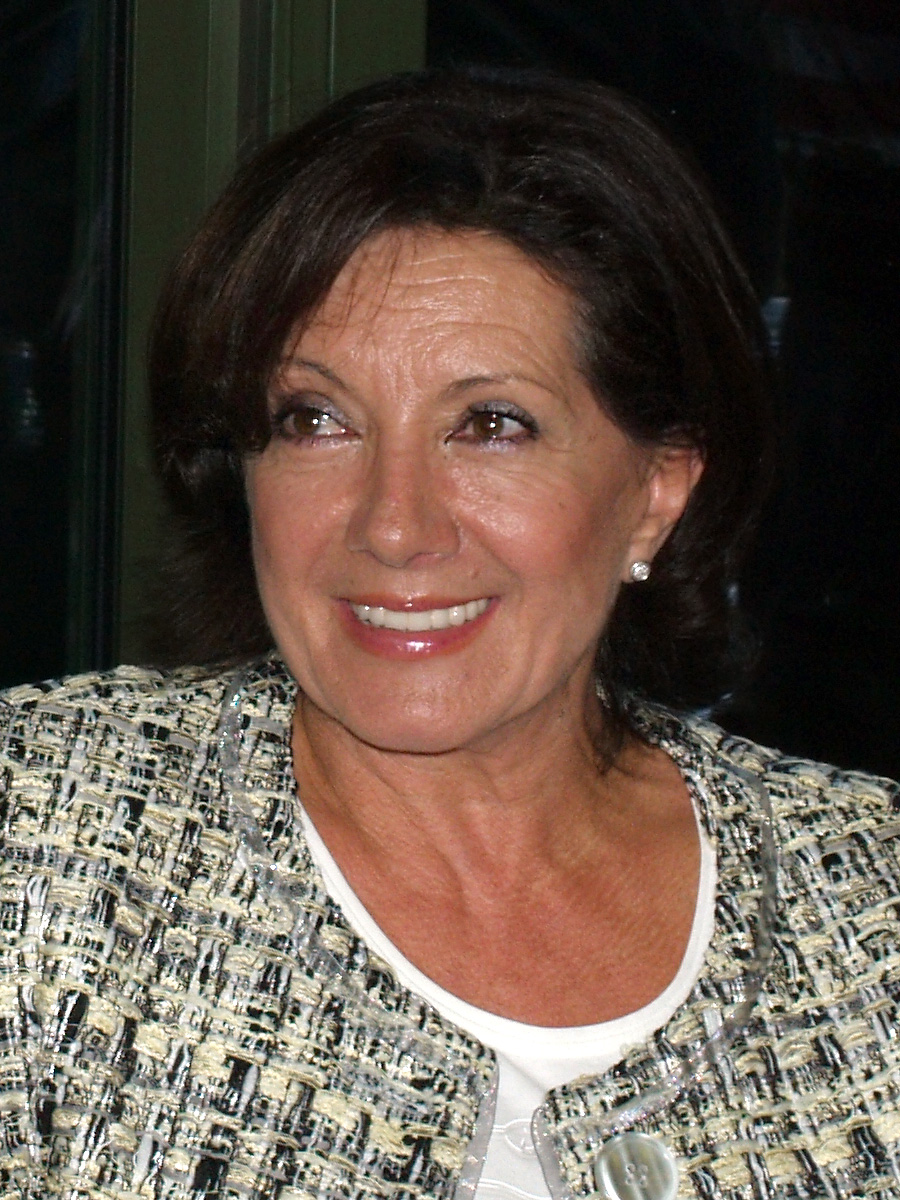
Marie Rottrová (* 13. listopadu)

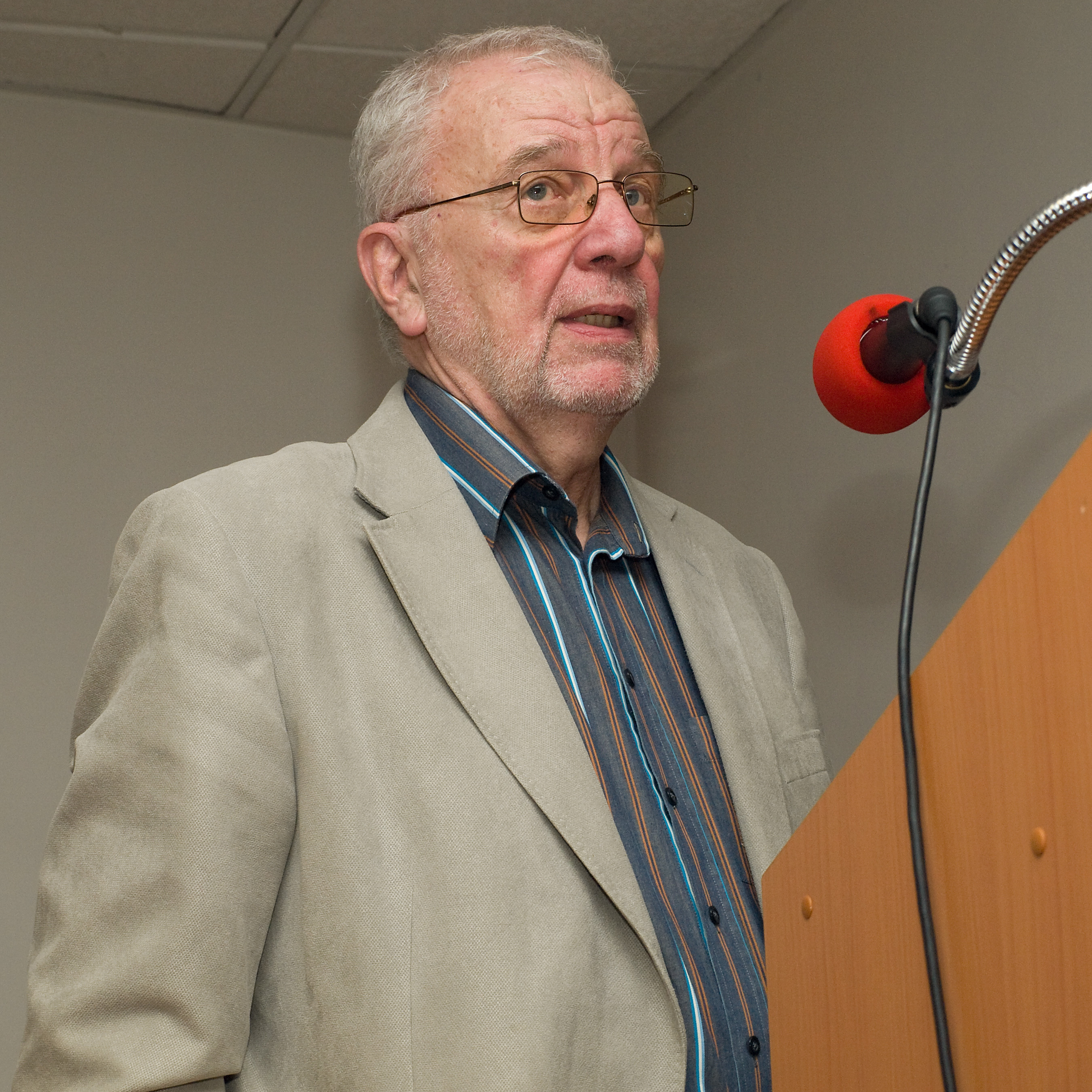
František Koukolík (* 22. listopadu)

- 2. ledna – Petr Pithart, předseda české vlády
- 9. ledna
  - Josef Jelínek, fotbalista, československý reprezentant
  - Tomáš Vlček, historik, teoretik umění a fotograf
- 18. ledna – Miloš Grim, anatom, histolog, embryolog a cytolog
- 21. ledna – Luděk Švorc, kladenský fotograf a spisovatel (* 27. února 2019)
- 25. ledna – Vítězslava Klimtová, malířka, ilustrátorka, grafička a spisovatelka († 10. září 2016)
- 4. února
  - Jiří Raška, skokan na lyžích, olympijský vítěz († 20. ledna 2012)
  - Vladimír Wolf, historik, archivář († 23. prosince 2019)
- 6. února – Václav Vacek, pražský houslař Cremony a Národního divadla
- 10. února – Pavel Vašák, literární teoretik († 7. února 2011)
- 16. února
  - Jan Černý, lékař, kardiochirurg
  - Vratislav Ducháček, chemik a vysokoškolský pedagog
- 18. února
  - Hana Růžičková, sportovní gymnastka, stříbrná medaile z LOH 1960 a 1964 († 29. května 1981)
  - Věra Petráčková, bohemistka, slavistka, lexikografka († 23. května 1998)
- 21. února – Vladimír Nálevka, historik († 6. června 2010)
- 22. února – Jiří Jedlička, lékař v oboru pneumologie
- 26. února
  - Jaroslav Matouš, malíř a sklářský výtvarník
  - Jaroslav Kovanda, básník a publicista
- 3. března
  - Vlado Milunić, architekt chorvatského původu († 17. září 2022)
  - Ferdinand Peroutka, jr., novinář a publicista
- 6. března
  - Magdalena Hrabánková, ekonomka, rektorka Jihočeské univerzity († 1. září 2011)
  - Lubomír Mátl, sbormistr
  - Ferdinand Minařík, československý žokej a dostihový trenér
- 7. března – Ivan Zelenka, dirigent a hudební skladatel
- 8. března – Ivana Loudová, hudební skladatelka a pedagožka († 25. července 2017)
- 20. března – Pavel Baňka, fotograf
- 21. března
  - Petr Zuna, rektor Českého vysokého učení technického v Praze
  - Václav Mašek, fotbalista, reprezentant Československa
- 22. března – Karel Urbánek, poslední generální tajemník Ústředního výboru Komunistické strany Československa
- 24. března
  - Jan Slabák, trumpetista a kapelník
  - Jiří Horáček, virolog a mikrobiolog († 28. března 2010)
- 26. března – Eliška Hašková-Coolidge, bývalá asistentka amerických prezidentů
- 28. března – Zdeněk Vorlíček, vysokoškolský pedagog a politik
- 2. dubna
  - Aleš Svoboda, anglista († 9. ledna 2010)
  - Jana Andresíková, herečka († 19. října 2020)
- 3. dubna – Karel Šebek, surrealistický básník a výtvarník († 11. dubna 1995)
- 6. dubna – Zdeněk Hatina, skladatel, pedagog, varhaník, dirigent, sbormistr
- 8. dubna – Vladimír Valeš, malíř, scénograf († 30. července 2005)
- 10. dubna – Ivan Fišera, sociolog a politik
- 13. dubna – Jaroslav Bejvl, výtvarník a medailér
- 16. dubna – Anna Valentová, překladatelka
- 18. dubna – Karel Ledvinka, politik, místopředseda Poslanecké sněmovny
- 22. dubna – Mojmír Opletal, geolog
- 25. dubna – Rudolf Růžička, hudební skladatel
- 26. dubna – Jan Antonín Pacák, malíř, kreslíř, grafik, ilustrátor a hudebník († 23. března 2007)
- 1. května – Petr Pelzer, herec († 4. července 2017)
- 5. května – Jan Souček, malíř, grafik a ilustrátor († 3. května 2008)
- 8. května – Václav Kočka starší, organizátor kulturních a zábavných akcí
- 14. května – Alena Kožíková, divadelní dramaturgyně, teatroložka a překladatelka
- 15. května – Jaroslav Pospíšil, právník a spisovatel
- 17. května – Ladislav Měšťan, vodní slalomář, kanoista, mistr světa
- 19. května – Iva Janžurová, herečka
- 24. května – Ivan Mráz, fotbalista a reprezentant († 18. května 2024)
- 28. května – Pavlína Filipovská, herečka, zpěvačka
- 7. června – Petr Hach, histolog, embryolog a maltézský rytíř († 24. května 2014)
- 19. června
  - Václav Klaus, český prezident
  - Jan Vodňanský, spisovatel, herec, zpěvák, autor textů písní a lidový filosof († 10. března 2021)
- 21. června – Petr Kabeš, básník († 9. července 2005)
- 27. června – Pavel Schenk, volejbalista, dvojnásobný olympijský medailista
- 2. července – Jan Musil, soudce Ústavního soudu
- 3. července
  - Miroslav Kejmar, trumpetista
  - Jana Klusáková, moderátorka, publicistka a překladatelka
  - Oldřich Vlach, herec
- 4. července – Pavel Sedláček, rockový zpěvák, kytarista a skladatel
- 12. června – Marie Drahokoupilová, herečka
- 20. červenec – Jiří Grossmann, humorista, zpěvák, textař, divadelní autor († 5. prosinec 1971)
- 27. července
  - Zora Kolínska, slovenská zpěvačka, herečka († 17. července 2002)
  - Petr Miller, ministr práce a sociálních věcí ČSSR
- 30. července – Jan Kratochvíl, malíř, sochař, dramatik a teoretik výtvarného umění († 25. července 1997)
- 3. srpna – Jiří Jánský, historik
- 5. srpna
  - Petr Urbánek, básník a publicista († 23. listopadu 2001)
  - Boris Hybner, mim, herec, režisér, scenárista († 2. dubna 2016)
- 6. srpna – Jindřich Zogata, básník a spisovatel
- 16. srpna
  - Karel Hvížďala, novinář, dramatik a spisovatel
  - Leopold Páleníček, horolezec
  - Petra Oriešková, malířka († 16. října 2022)
- 17. srpna – Uršula Kluková, herečka
- 18. srpna – Kurt Gebauer, výtvarník a vysokoškolský pedagog
- 26. srpna – Marta Drottnerová-Blažková, tanečnice, baletka, choreografka a pedagožka
- 3. září – František Vyskočil, neurofyziolog
- 4. září
  - Josef Šimek, kreslíř a hudebník († 8. ledna 2000)
  - Petr Král, básník, překladatel, esejista a filmový teoretik († 17. června 2020)
- 7. září
  - Viktor Kolář, fotograf
  - Marie Poledňáková, scenáristka a režisérka († 8. listopadu 2022)
- 15. září – Jiří Kleňha, citerista, hráč na kladívkovou citeru
- 17. září – Jan Hron, rektor České zemědělské univerzity v Praze
- 19. září – Miroslav Nohýnek, herec a režisér († 4. srpna 1997)
- 22. září – Václav Duda, házenkář
- 25. září – Antonín Brousek, exilový básník, literární kritik, redaktor, překladatel († 1. května 2013)
- 29. září – Jaroslav Petřík, scenárista a dramaturg
- 1. října – Alena Podzemná, historička výtvarného umění, archivářka a malířka
- 3. října – Hans Zdražila, vzpěrač, olympijský vítěz
- 6. října – Vladimír Binar, básník, prozaik, překladatel a literární vědec († 12. října 2016)
- 7. října – Karel Kníže, sběratel a lovec kaktusů
- 8. října – Petr Uhl, levicově orientovaný novinář a politik
- 9. října – Čestmír Hofhanzl, biochemik a politik († 5. ledna 2020)
- 16. října – Oldřich Škácha, dokumentární fotograf († 29. března 2014)
- 22. října – Jan Schánilec, herec († 12. října 2014)
- 25. října – Stanislav Chmelík, saxofonista, klarinetista, kytarista, textař a skladatel († 13. února 2016)
- 26. října – Jiří Křižan, scenárista († 13. října 2010)
- 31. října – Miroslav Verner, archeolog a egyptolog
- 3. listopadu – Miloslav Kročil, divadelní herec, recitátor († 28. října 2014)
- 10. listopadu – Milena Zahrynowská, zpěvačka a herečka († 5. prosince 1986)
- 11. listopadu – Jiří Bednář, herec, scenárista, dramatik a dramaturg († 17. listopadu 2013)
- 13. listopadu – Marie Rottrová, zpěvačka, pianistka, hudební skladatelka a textařka
- 14. listopadu – Pavel Hudec Ahasver, fotograf
- 22. listopadu – František Koukolík, neuropatolog, spisovatel a publicista
- 24. listopadu – Alfred Strejček, herec, moderátor a recitátor
- 26. listopadu
  - Helga Čočková, herečka a moderátorka
  - Ladislav Frej, herec
- 3. prosince – Max Wittmann, jazzový hudební publicista, skladatel a dirigent († 1. června 2011)
- 6. prosince
  - Vladimír Borecký, psycholog, filozof, kulturolog († 6. února 2009)
  - Vladimír Renčín, kreslíř, ilustrátor, karikaturista († 4. října 2017)
- 16. prosince – Rudolf Rokl, klavírista, skladatel a hudební aranžér († 23. září 1997)
- 21. prosince – Libuše Geprtová, herečka († 18. listopadu 2005)
- 23. prosince – Marek Stašek, básník, dramaturg a pedagog
- 30. prosince – Václav Štěpán, historik a archivář

### Svět

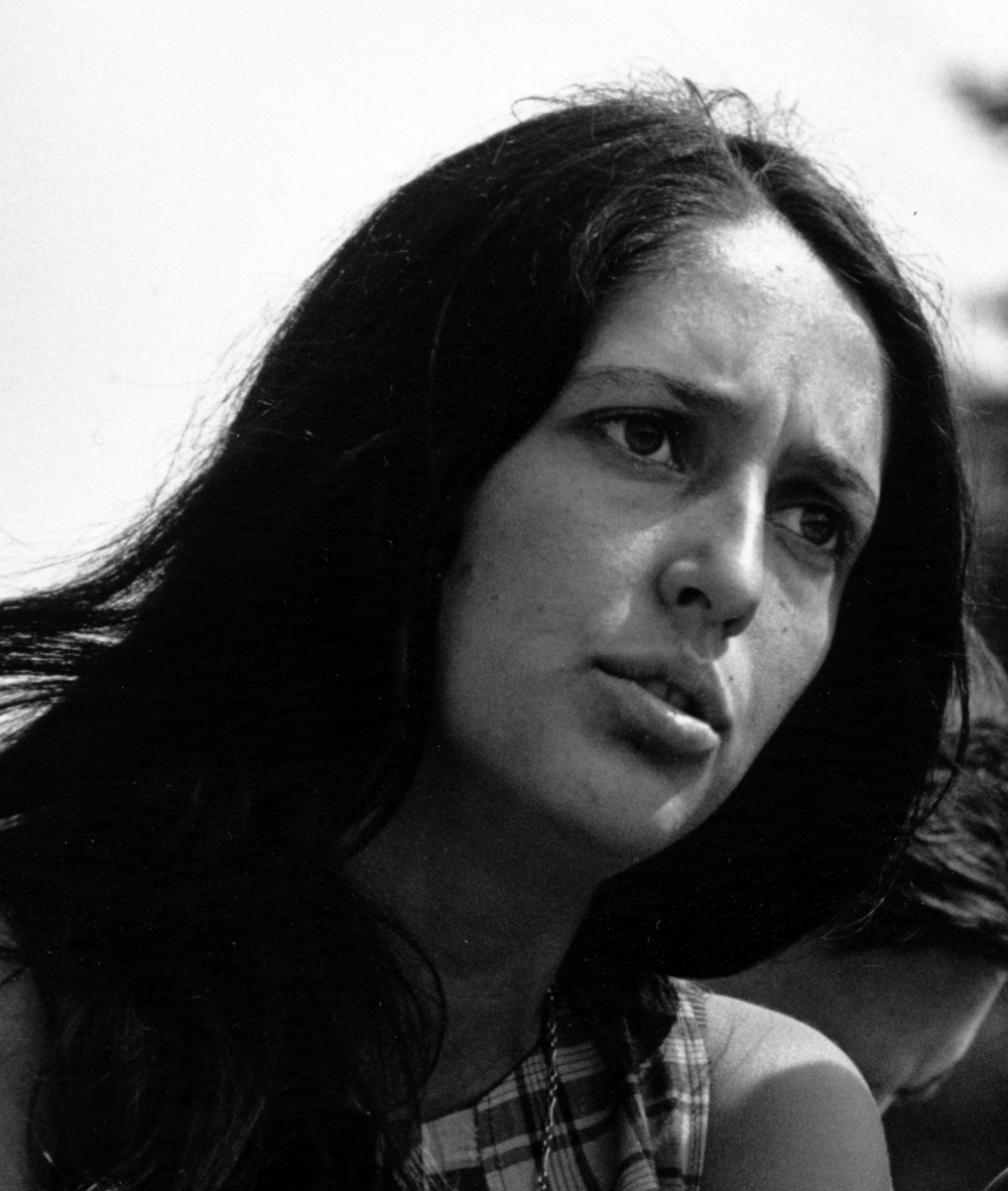
Joan Baez (* 9. ledna)

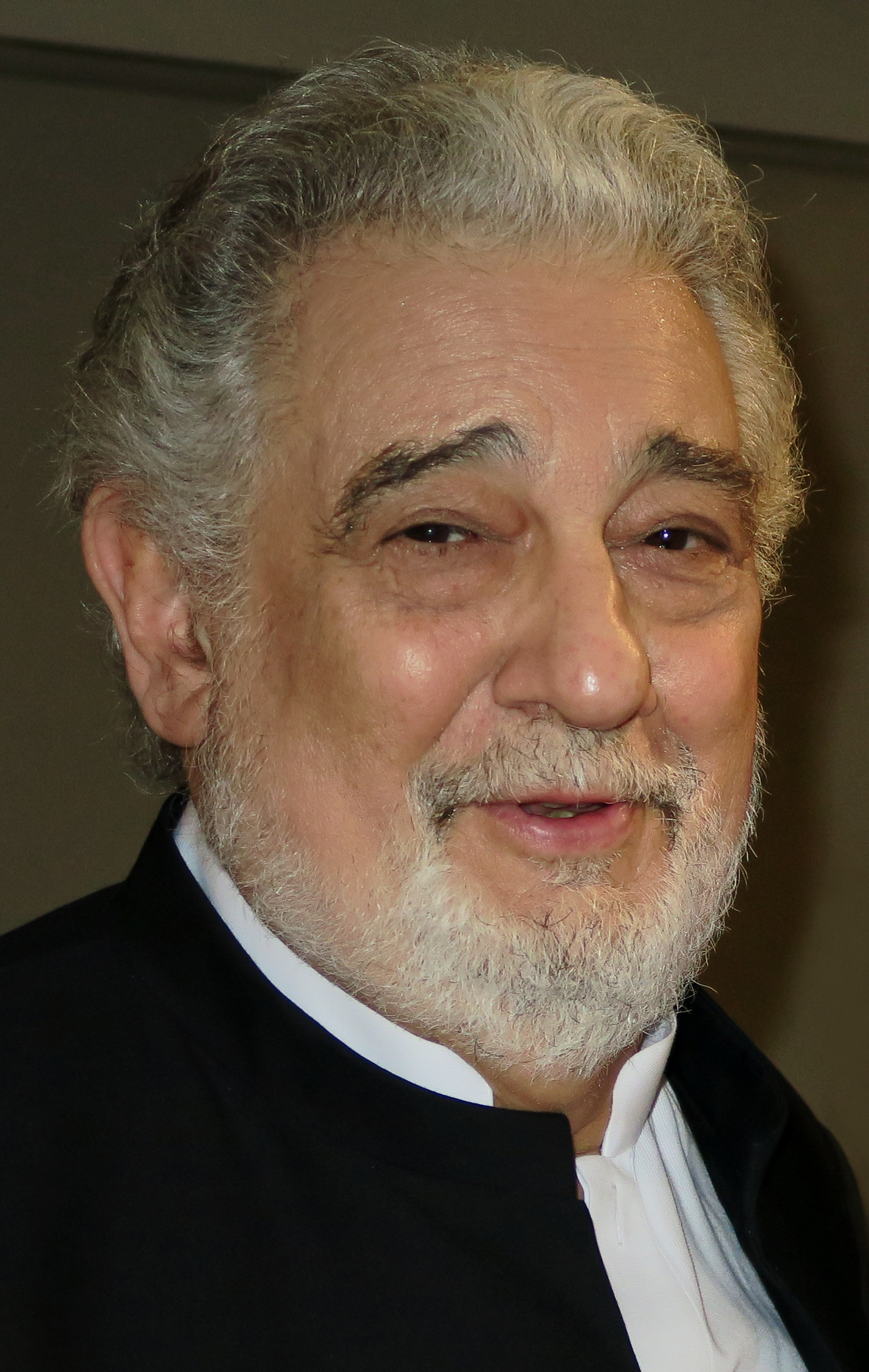
Plácido Domingo (* 21. ledna)

Kim Čong-il (* 16. února)

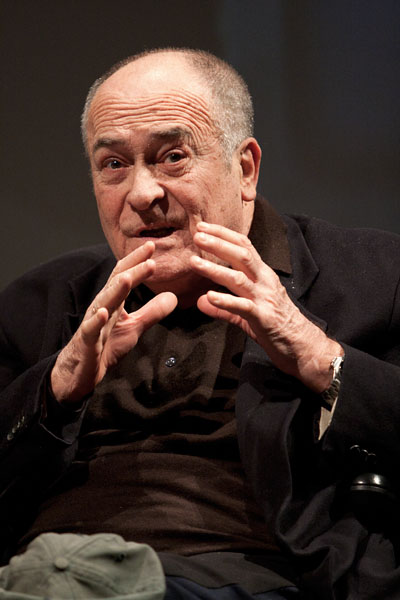
Bernardo Bertolucci (* 16. března)

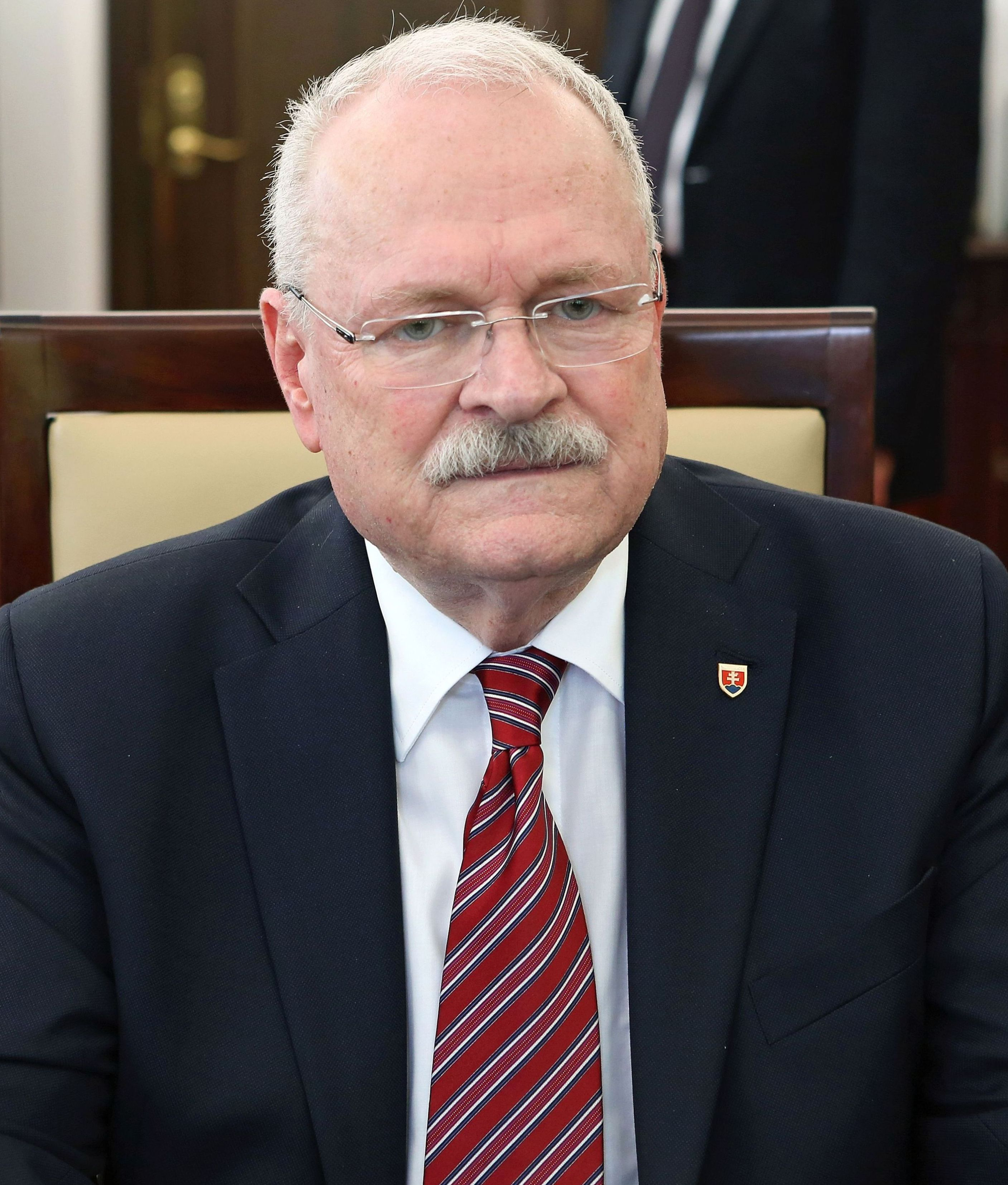
Ivan Gašparovič (* 27. března)

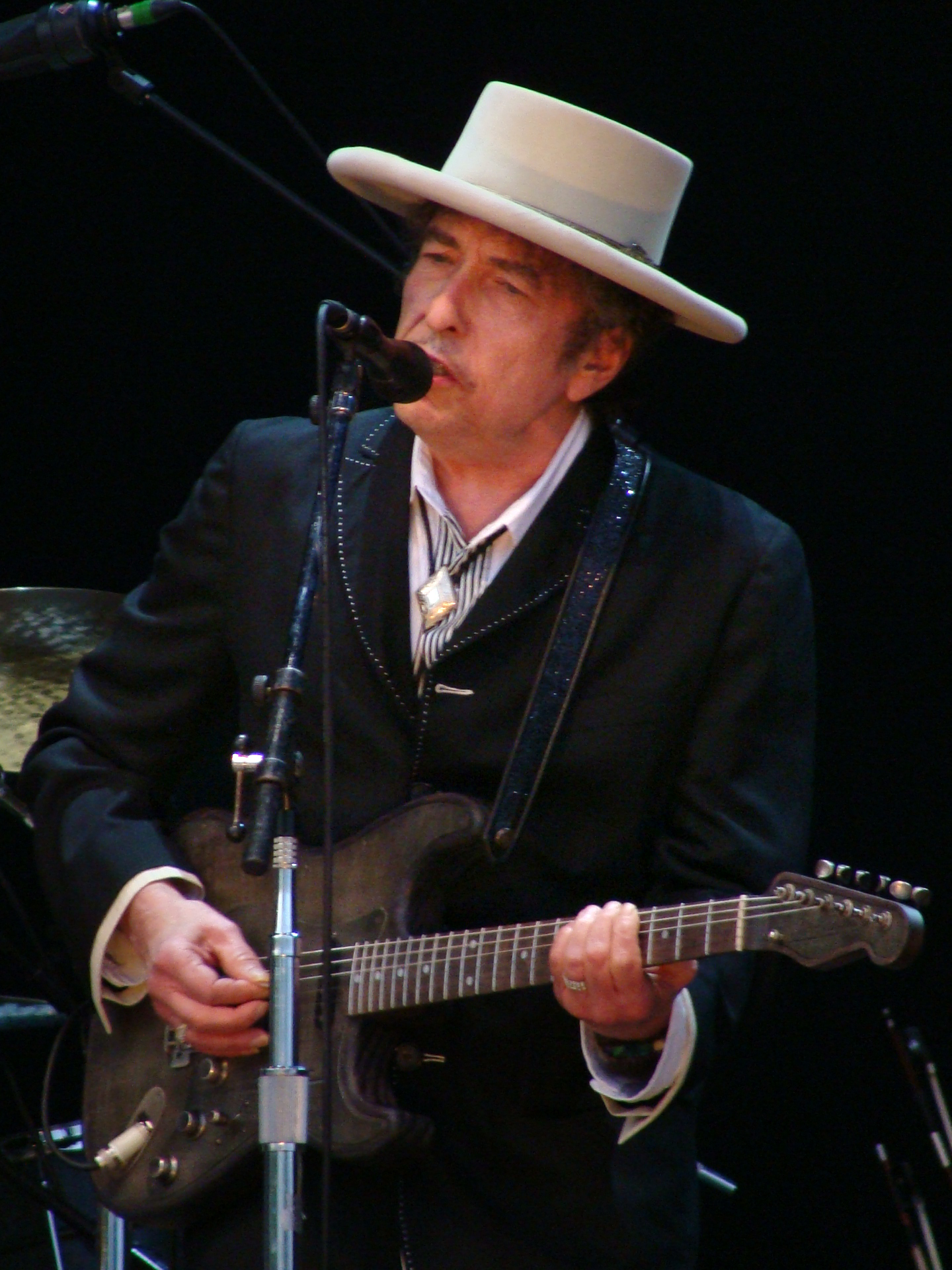
Bob Dylan (* 24. května)

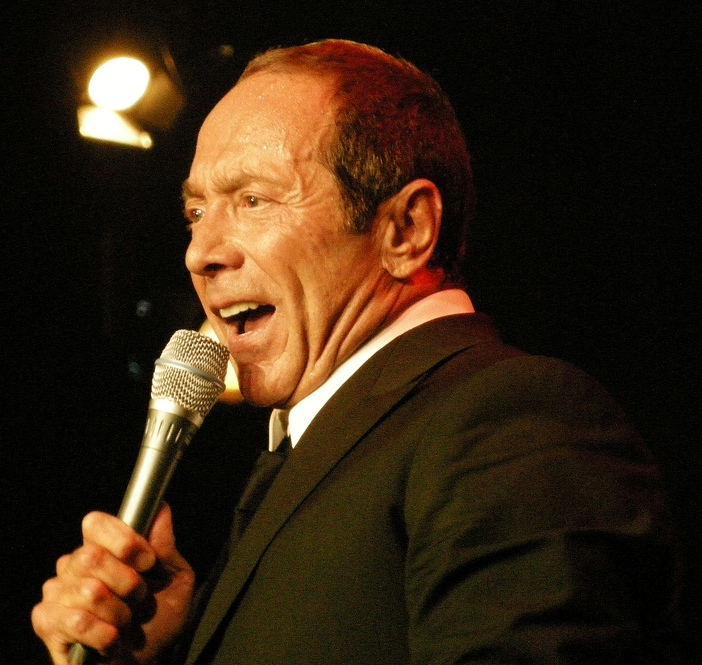
Paul Anka (* 30. července)

Slobodan Milošević (* 20. srpna)

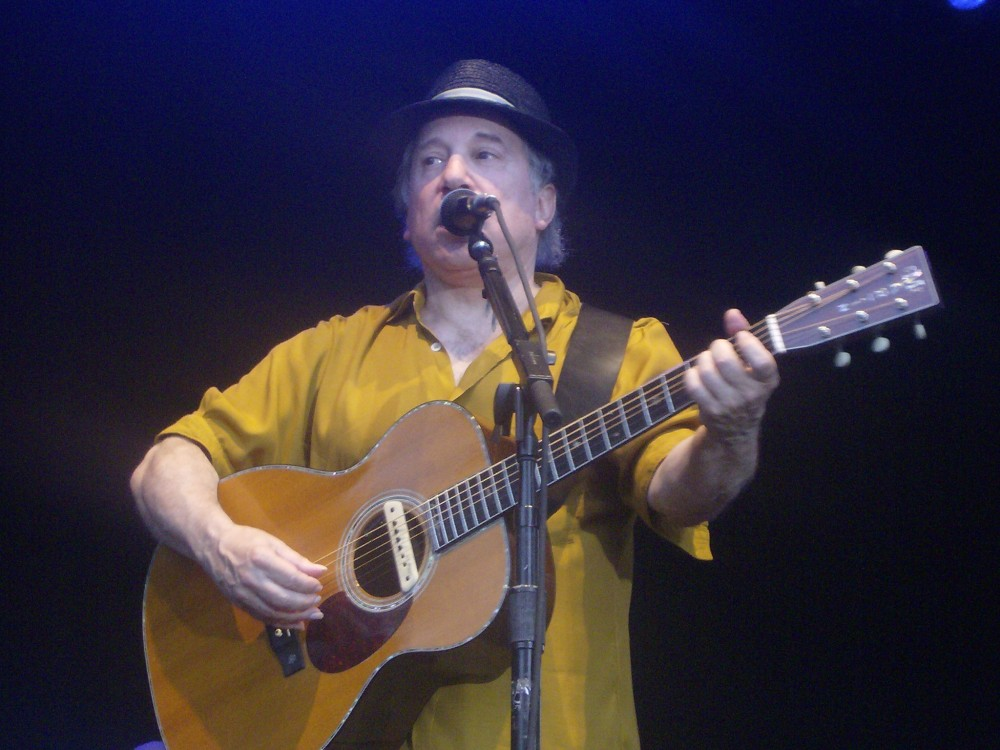
Paul Simon (* 13. října)

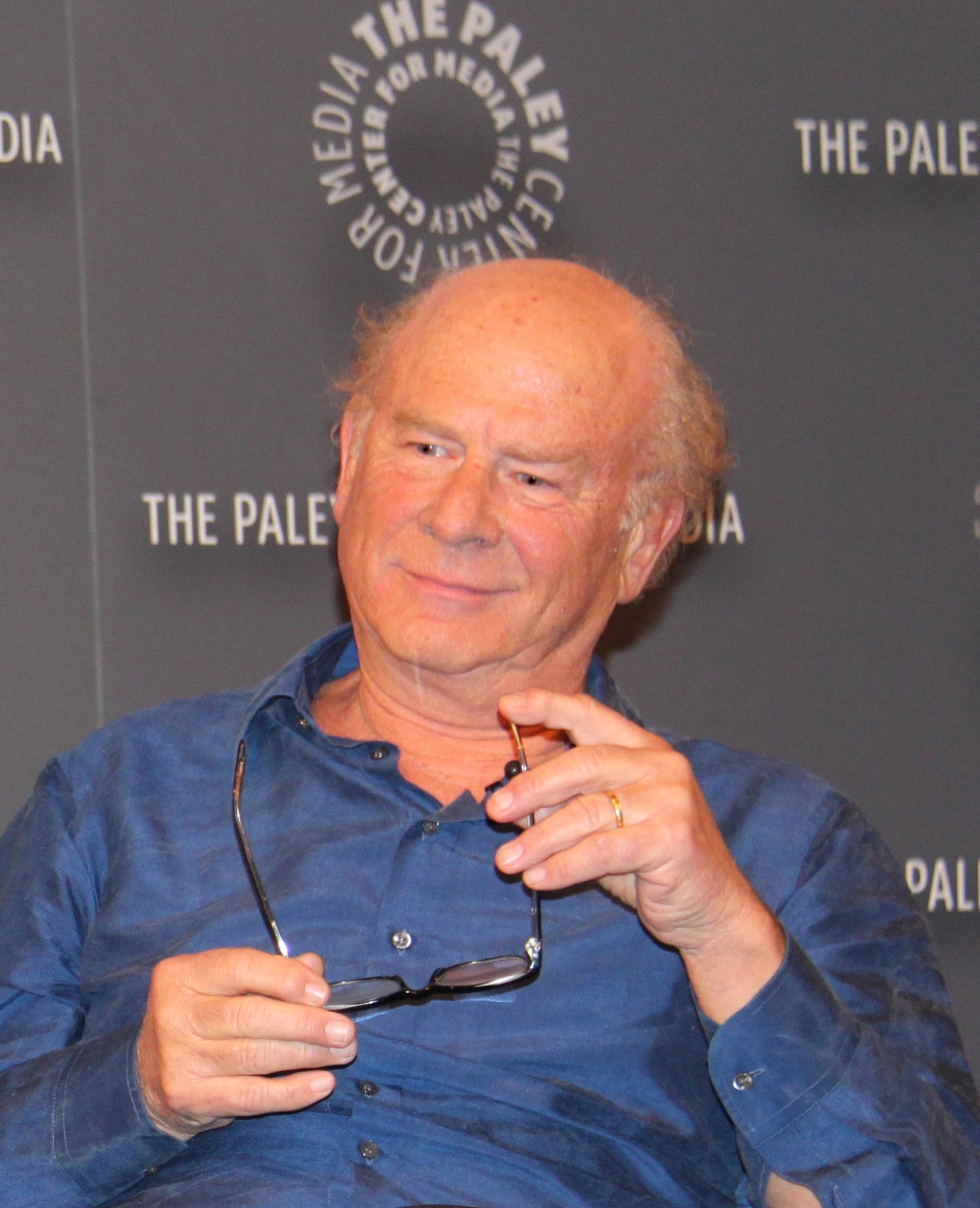
Art Garfunkel (* 5. listopadu)

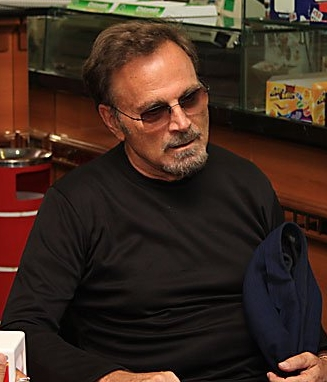
Franco Nero (* 23. listopadu)

- 1. ledna – Abdiqasim Salad Hassan, prezident exilové vlády Somálska
- 5. ledna – Hajao Mijazaki, tvůrce japonských animovaných filmů – anime
- 7. ledna
  - Frederick D. Gregory, americký pilot a astronaut
  - John E. Walker, anglický biochemik, Nobelova cena za chemii 1997
- 8. ledna – Graham Chapman, britský komik, spisovatel († 4. října 1989)
- 9. ledna
  - Joan Baez, americká folková zpěvačka, písničkářka
  - Robert Putnam, americký politolog
- 11. ledna – Barry Flanagan, velšský sochař († 31. srpna 2009)
- 12. ledna – Long John Baldry, anglický zpěvák († 21. července 2005)
- 14. ledna
  - Faye Dunawayová, americká herečka
  - Barry Jenner, americký herec († 8. srpna 2016)
  - Milan Kučan, prezident Republiky Slovinsko
- 15. ledna – Captain Beefheart, americký hudebník-multiinstrumentalista a malíř († 17. prosince 2010)
- 16. ledna – Ewa Demarczyková, polská zpěvačka († 14. srpna 2020)
- 17. ledna
  - Hans-Peter Feldmann, německý fotograf
  - Gillian Weir, britská varhanice
- 19. ledna – Pat Patterson, kanadský profesionální wrestler († 2. prosince 2020)
- 21. ledna
  - Richie Havens, americký písničkář, zpěvák a kytarista († 22. dubna 2013)
  - Plácido Domingo, španělský operní pěvec a dirigent
- 22. ledna – Jaan Kaplinski, estonský básník, filozof a kulturní kritik († 8. srpna 2021)
- 24. ledna
  - Jurij Pokalčuk, ukrajinský spisovatel, překladatel, literární vědec, novinář a scenárista († 9. září 2008)
  - Alain Colmerauer, francouzský informatik († 12. května 2017)
  - Neil Diamond, americký zpěvák, skladatel, klavírista a kytarista
  - Daniel Šechtman, izraelský fyzik, Nobelova cena za chemii 2011
- 26. ledna – Scott Glenn, americký herec
- 27. ledna
  - Charles Duchaussois, francouzský spisovatel († 27. února 1991)
  - Bobby Hutcherson, americký jazzový vibrafonista a hráč na marimbu († 15. srpna 2016)
- 28. ledna – Paul Kiparsky, finsko-americký jazykovědec
- 30. ledna – Dick Cheney, americký politik a obchodník
- 31. ledna – Eugène Terre'Blanche, jihoafrický radikální bělošský politik a aktivista († 3. dubna 2010)
- 1. února – Anatolij Firsov, sovětský hokejista († 24. července 2000)
- 4. února – John Steel, anglický bubeník
- 7. února
  - Leslie Lamport, americký matematik a informatik
  - Ella Poljakovová, ruská aktivistka
- 8. února – Nick Nolte, americký herec
- 11. února
  - Vlado Bednár, slovenský spisovatel († 17. ledna 1984)
  - Ulf Sterner, švédský hokejový reprezentant
- 12. února
  - Christoph Höhne, německý olympijský vítěz v chůzi na 50 km
  - Dennis Sullivan, americký matematik
- 14. února – Big Jim Sullivan, britský kytarista († 2. října 2012)
- 15. února – Florinda Bolkanová, brazilská herečka
- 16. února – Kim Čong-il, vůdce Korejské lidově demokratické republiky († 17. prosince 2011)
- 19. února – David Jonathan Gross, americký fyzik a strunový teoretik, Nobelova cena za fyziku 2004
- 27. února – Gabriel Zubeir Wako, súdánský kardinál
- 5. března – Jože Mencinger, slovinský právník, ekonom, politik a pedagog
- 6. března – Peter Brötzmann, německý jazzový saxofonista a klarinetista
- 8. března – Wilfrid Fox Napier, jihoafrický kardinál
- 10. března
  - Vladimír Holloš, slovenský kameraman
  - Péter Mansfeld, jedna z nejmladších obětí komunismu v Maďarsku († 21. března 1959)
- 13. března
  - Donella Meadowsová, americká ekoložka a spisovatelka († 20. února 2001)
  - Mahmúd Darwíš, palestinský básník († 9. srpna 2008)
- 15. března
  - Karol Čálik, slovenský herec a zpěvák
  - Mike Love, americký zpěvák, skladatel, klavírista a kytarista
- 16. března
  - Robert Guéï, prezident Côte d'Ivoire († 19. září 2002)
  - Bernardo Bertolucci, italský filmový režisér
- 17. března – Paul Kantner, americký rockový kytarista, zpěvák a hudební skladatel († 28. ledna 2016)
- 21. března – Dirk Frimout, belgický inženýr, fyzik, manažer a astronaut
- 22. března
  - Hugo Rasmussen, dánský jazzový kontrabasista († 30. srpna 2015)
  - Bruno Ganz, švýcarský herec († 16. února 2019)
- 23. března – Herbert Schneider, německý muzikolog
- 25. března – Richard Grayson, americký hudební skladatel a klavírista († 3. července 2016)
- 26. března – Richard Dawkins, britský zoolog, etolog a biolog
- 27. března – Ivan Gašparovič, prezident Slovenské republiky
- 28. března
  - Jeffrey Moussaieff Masson, americký spisovatel
  - Charlie McCoy, americký multiinstrumentalista
- 29. března
  - James Lauritz Reveal, americký botanik († 9. ledna 2015)
  - Joseph Hooton Taylor, americký radioastronom
- 30. března
  - Wolfgang Hofmann, německý zápasník – judista († 12. března 2020)
  - Wasim Sajjad, prezident Pákistánu
  - Lars Svensson, švédský ornitolog a autor ornitologických určovacích příruček
- 2. dubna – Ladislav Ballek, slovenský spisovatel, politik a diplomat († 15. dubna 2014)
- 4. dubna – Felix Ivanovič Čujev, sovětský básník, novinář a spisovatel († 2. dubna 1999)
- 5. dubna – Dave Swarbrick, britský folkový hudebník a zpěvák-písničkář
- 6. dubna – Gheorghe Zamfir, rumunský hudební skladatel
- 7. dubna – Gorden Kaye, britský herec († 23. ledna 2017)
- 11. dubna – Frederick Hauck, americký armádní letec a astronaut
- 12. dubna – Bobby Moore, anglický fotbalista († 24. února 1993)
- 14. dubna – Julie Christie, britská herečka
- 16. dubna – Vittorio Messori, italský katolický politolog, novinář a spisovatel
- 17. dubna – Esmond Bradley Martin, americký aktivista bojující za zastavení obchodu se slonovinou († 4. února 2018)
- 18. dubna – Michael D. Higgins, irský básník a politik, prezident Irska
- 19. dubna – Jürgen Kocka, německý historik
- 20. dubna
  - Márton Moyses, sedmihradský maďarský básník († 13. května 1970)
  - Ryan O'Neal, americký herec († 8. prosince 2023)
- 21. dubna – Pee Wee Ellis, americký saxofonista
- 22. dubna – Amir Pnueli, izraelský informatik († 2. listopadu 2009)
- 23. dubna – Paavo Lipponen, premiér Finska
  - Ray Tomlinson – odesílatel prvního emailu a popularizátor symbolu @ († 6. března 2016)
- 24. dubna – Richard Holbrooke, americký diplomat, bankéř a novinář († 13. prosince 2010)
- 26. dubna – Claudine Auger, francouzská herečka a modelka († 18. prosince 2019)
- 27. dubna – Fethullah Gülen, turecký islámský učenec († 20. října 2024)
- 28. dubna
  - Horst Adler, rakouský prehistorik
  - Ann-Margret, švédsko-americká herečka, zpěvačka a tanečnice
  - Karl Barry Sharpless, americký chemik, Nobelova cena za chemii 2001
- 29. dubna – Jean-Marie Bottequin, belgický fotograf, fotoreportér a mim
- 30. dubna – Stavros Dimas, řecký politik
- 1. května – Detlef Brandes, německý historik
- 3. května
  - Nona Gaprindašviliová, gruzínská šachistka
  - Kornel Morawiecki, polský fyzik, vysokoškolský učitel, disident a politik († 30. září 2019)
- 5. května – Alexandr Ragulin, ruský hokejový obránce († 17. listopadu 2004)
- 6. května – Štefan Luby, předseda Slovenské akademie věd
- 8. května – Árpád Duka-Zólyomi, slovenský fyzik, pedagog a politik († 26. července 2013)
- 11. května – Eric Burdon, anglický zpěvák a perkusionista
- 13. května – Ritchie Valens, americký zpěvák, hudební skladatel a kytarista († 3. února 1959)
- 15. května
  - Robert Kowalski, americký počítačový vědec
  - Wolfgang Schmidbauer, německý psychoanalytik a spisovatel
- 18. května – Dušan Lenci, slovenský herec († 30. září 2012)
- 19. května – Nora Ephronová, americká novinářka, scenáristka, režisérka a producentka († 26. června 2012)
- 20. května – Goh Chok Tong, premiér Singapuru
- 21. května
  - Anatolij Levčenko, sovětský zkušební letec a kosmonaut († 6. srpna 1988)
  - Jean Ganiayre, okcitánský spisovatel
- 22. května – Bruce Rowland, anglický rockový bubeník († 29. června 2015)
- 23. května – General Johnson, americký rhythm and bluesový hudebník, skladatel († 13. října 2010)
- 24. května
  - Konrad Boehmer, německý hudební skladatel († 4. října 2014)
  - Bob Dylan, americký písničkář a hudebník
  - George Lakoff, americký lingvista
- 25. května – Vladimir Voronin, prezident Moldavska
- 29. května – Doug Scott, britský horolezec († 7. prosince 2020)
- 1. června – Tojoo Itó, japonský architekt
- 2. června – Charlie Watts, britský rockový bubeník († 24. srpna 2021)
- 5. června
  - Martha Argerichová, argentinská klavíristka
  - Barbara Brylská, polská herečka
- 6. června
  - David Crystal, britský jazykovědec a spisovatel
  - Markus Raetz, švýcarský malíř, sochař a fotograf († 14. dubna 2020)
- 7. června – Nína Björk Árnadóttir, islandská básnířka († 16. dubna 2000)
- 8. června – George Pell, australský kardinál
- 9. června – Jon Lord, britský hráč na klavír a Hammondovy varhany († 16. července 2012)
- 10. června
  - Harry Muskee, nizozemský zpěvák († 26. září 2011)
  - Jürgen Prochnow, německý herec
- 11. června – Clyde N. Wilson, americký historik a pedagog
- 12. června
  - Reg Presley, britský zpěvák († 4. února 2013)
  - Chick Corea, americký jazzový pianista a skladatel († 9. února 2021)
  - Roy Harper, anglický rockový a folkový zpěvák, textař a kytarista
- 13. června – Marv Tarplin, americký soulový kytarista a skladatel († 30. září 2011)
- 14. června – Pavel Hrúz, slovenský spisovatel († 15. srpna 2008)
- 15. června
  - Hagen Kleinert, německý fyzik
  - Harry Nilsson, americký zpěvák-skladatel († 15. ledna 1994)
- 16. června – Lamont Dozier, americký skladatel a hudební producent
- 20. června – Ulf Merbold, německý fyzik a astronaut
- 21. června – Valerij Sergejevič Zolotuchin, ruský herec († 30. března 2013)
- 23. června – Robert Hunter, americký básník, zpěvák, skladatel, překladatel a kytarista († 23. září 2019)
- 24. června – Julia Kristeva, bulharská spisovatelka, lingvistka, psychoanalytička
- 25. června – Denys Arcand, kanadský filmový režisér, scenárista a producent
- 27. června – Krzysztof Kieślowski, polský filmový režisér a scenárista († 13. března 1996)
- 28. června
  - David Johnston, kanadský spisovatel a státník, generální guvernér Kanady
  - Karin Mossdal, švédská bohemistka a překladatelka
- 29. června – Margitta Gummelová, východoněmecká olympijská vítězka ve vrhu koulí
- 1. července – Myron Scholes, americký ekonom, Nobelova cena 1997
- 2. července – Norvald Yri, norský luteránský teolog, misionář a překladatel
- 3. července
  - Wilfried F. Schoeller, německý spisovatel, literární kritik († 6. ledna 2020)
  - Liamine Zéroual, čtvrtý prezident nezávislého Alžírska
- 4. července – Tomaž Šalamun, slovinský básník
- 11. července – Henry Lowther, britský trumpetista
- 12. července – Imrich Andrejčák, československý generál, ministr obrany ČSFR († 5. září 2018)
- 13. července
  - Ehud Manor, izraelský autor písní, překladatel († 12. dubna 2005)
  - Jacques Perrin, francouzský filmový herec a režisér
- 16. července
  - Mišo Kovač, chorvatský zpěvák
  - Dag Solstad, norský spisovatel
- 18. července
  - Michael Erlewine, americký hudebník, astrolog, fotograf, televizní moderátor
  - Frank Farian, německý producent, komponista a zpěvák
  - Stephen Holden, americký spisovatel
  - Lonnie Mack, americký rockový a bluesový kytarista († 21. dubna 2016)
  - Martha Reeves, americká zpěvačka
- 20. července
  - Björn-Uwe Abels, německý archeolog
  - Vladimir Ljachov, sovětský vojenský letec a kosmonaut
- 21. července
  - Eddie Blazonczyk, americký hudebník († 21. května 2012)
  - Diogo Freitas do Amaral, portugalský premiér Diogo Freitas do Amaral († 3. října 2019)
- 22. července
  - George Clinton, americký zpěvák
  - Karel Šťastný, český ornitolog, zoolog, ekolog, vysokoškolský učitel a popularizátor vědy
- 23. července – Sergio Mattarella, dvanáctý prezident Italské republiky
- 25. července
  - Manny Charlton, skotský kytarista († 5. července 2022)
  - Raúl Ruiz, chilský režisér († 19. srpna 2011)
- 26. července – Darlene Love, americká zpěvačka a herečka
- 28. července
  - Colin Higgins, americký herec, režisér a scenárista († 5. srpen 1988)
  - Riccardo Muti, italský dirigent
- 29. července – David Warner, anglický herec († 24. července 2022)
- 30. července – Paul Anka, americký zpěvák, textař a herec
- 1. srpna – Jordi Savall, španělský hudební vědec
- 2. srpna – Jules A. Hoffmann, francouzský biolog, Nobelova cena za fyziologii a medicínu 2011
- 3. srpna – Martha Stewartová, americká novinářka a televizní moderátorka
- 4. srpna – Kaija Mustonenová, finská rychlobruslařka, olympijská vítězka
- 5. srpna
  - Leonid Kizim, vojenský letec a sovětský kosmonaut († 14. června 2010)
  - Airto Moreira, brazilský jazzový bubeník
- 8. srpna – Anri Džergenija, premiér Abcházie († 5. ledna 2020)
- 9. srpna – Alfred Aho, kanadský informatik
- 11. srpna – John Simon, americký hudebník, hudební producent a skladatel
- 14. srpna – David Crosby, americký kytarista, zpěvák a textař († 18. ledna 2023)
- 15. srpna
  - Eddie Gale, americký jazzový trumpetista († 10. července 2020)
  - Laura Mulvey, britská režisérka, scenáristka, producentka a kulturní teoretička
- 16. srpna
  - Josef Ábel, slovenský operní pěvec, herec a tanečník
  - Ahmed al-Mirghani, prezident Súdánu († 2. listopadu 2008)
- 17. srpna – Karol Spišák, slovenský herec a režisér († 13. března 2007)
- 18. srpna
  - Muhammad Ghannúší, úřadující prezident Tuniska
  - Beniamino Stella, italský kardinál
- 20. srpna
  - Július Satinský, slovenský herec, komik, dramatik a spisovatel († 29. prosince 2002)
  - Slobodan Milošević, srbský politik, prezident Srbska († 11. března 2006)
  - Dave Brock, britský zpěvák, hudebník a skladatel
  - Milford Graves, americký jazzový bubeník († 12. února 2021)
- 24. srpna
  - Mario Corso, italský fotbalista († 20. června 2020)
  - Elliot Ingber, americký kytarista
- 25. srpna – Ivan Fiala, (česko)slovenský horolezec († 13. července 2018)
- 26. srpna
  - Ayşe Kulinová, turecká novinářka a spisovatelka
  - Barbet Schroeder, francouzský filmový režisér
  - Akiko Wakabajaši, japonská herečka
- 27. srpna
  - Jurij Malyšev, sovětský vojenský letec a kosmonaut († 8. listopadu 1999)
  - Cesária Évora, kapverdská zpěvačka († 17. prosince 2011)
- 28. srpna
  - Peter Oriešek, slovenský sochař, medailér a malíř († 18. října 2015)
  - John Stanley Marshall, britský bubeník († 16. září 2023)
- 29. srpna – Tony Palmer, anglický filmový režisér, novinář a spisovatel
- 31. srpna – Knut Faldbakken, norský spisovatel a novinář
- 3. září – Sergej Dovlatov, ruský spisovatel a novinář († 24. srpna 1990)
- 4. září – Ján Pisančin, východoslovenský komik a vypravěč
- 5. září – Rachid Boudjedra, alžírský spisovatel a básník
- 9. září
  - Otis Redding, americký zpěvák († 10. prosince 1967)
  - Stanislav Stratiev, bulharský prozaik, dramatik a scenárista († 20. září 2000)
  - Dennis Ritchie, americký programátor († 12. října 2011)
- 10. září
  - Stephen Jay Gould, americký zoolog, paleontolog, evoluční biolog a historik vědy († 20. května 2002)
  - Christopher Hogwood, britský dirigent, cembalista a muzikolog († 24. září 2014)
- 11. září – Pavol Mitter, slovenský geolog, speleolog a politik († 27. srpna 1992)
- 12. září – Çetin Inanç, turecký režisér, producent a scenárista
- 13. září
  - Tadao Andó, japonský architekt
  - David Clayton-Thomas, kanadský hudebník a zpěvák
- 15. září
  - Flórián Albert, maďarský fotbalista († 31. října 2011)
  - Mirosław Hermaszewski, první polský kosmonaut
  - Viktor Zubkov, ruský předseda vlády a ekonom
- 18. září – Hans-Peter Raddatz, německý orientalista a publicista
- 19. září – Cass Elliot, americká zpěvačka († 29. července 1974)
- 22. září – Murray Bail, americká folková zpěvačka, písničkářka
- 24. září – Linda McCartney, americká fotografka, klávesistka, aktivistka za práva zvířat († 17. dubna 1998)
- 26. září – Salvatore Accardo, italský houslista
- 27. září – Peter Bonetti, anglický fotbalový brankář († 12. dubna 2020)
- 28. září
  - David Kellogg Lewis, americký filozof († 14. října 2001)
  - Edmund Stoiber, ministerský předseda spolkové země Bavorsko
- 2. října
  - John Sinclair, americký básník, spisovatel a aktivista
  - Viliam Roth, slovenský novinář a politik
- 3. října
  - Alfonso de Borbón y Borbón, španělský infant († 29. března 1956)
  - Chubby Checker, americký rock’n’rollový zpěvák
  - Robert Keohane, americký politolog
- 4. října
  - Anne Riceová, americká spisovatelka († 11. prosince 2021)
  - Robert Wilson, americký avantgardní divadelní režisér a dramatik
- 7. října – Bernhart Jähnig, německý historik, archivář a pedagog
- 8. října
  - Peter Debnár, slovenský herec a divadelní režisér († 8. června 2004)
  - Jesse Jackson, americký aktivista
- 10. října – Ken Saro-Wiwa, nigerijský scenárista a spisovatel († 10. listopadu 1995)
- 11. října – Lester Bowie, americký jazzový trumpetista († 8. listopadu 1999)
- 13. října – Paul Simon, americký skladatel a písničkář
- 16. října – Abbás Hilmí, egyptský princ a osmanský sultanzade
- 21. října – Steve Cropper, americký bluesový kytarista a herec
- 23. října
  - Gerhard Gleich, rakouský malíř
  - Igor Nikolajevič Smirnov, první prezident Podněsterské moldavské republiky
- 25. října
  - Anne Tyler, americká spisovatelka
  - Helen Reddy, australská hudební skladatelka, zpěvačka a herečka († 29. září 2020)
- 28. října – Hank Marvin, anglický kytarista
- 30. října – Theodor Hänsch, německý fyzik, Nobelova cena za fyziku 2005
- 2. listopadu
  - Jim Forest, americký novinář, spisovatel a křesťanský aktivista († 13. ledna 2022)
  - Bruce Welch, britský kytarista, hudební producent, skladatel a zpěvák
- 5. listopadu – Art Garfunkel, americký zpěvák, textař, básník a herec
- 9. listopadu – Tom Fogerty, americký kytarista († 6. září 1990)
- 11. listopadu
  - Peter Meaden, první manažer skupiny The Who († 29. července 1978)
  - Jozef Tuchyňa, slovenský generál, ministr vnitra Slovenska
- 15. listopadu – Rick Kemp, anglický baskytarista, skladatel a hudební producent
- 17. listopadu – Sarah Moon, francouzská fotografka, modelka a režisérka
- 18. listopadu – Klaus Hildebrand, německý historik
- 19. listopadu – Ivanka Christovová, bulharská olympijská vítězka ve vrhu koulí
- 21. listopadu
  - Juliet Millsová, anglická herečka a scenáristka
  - Andrew Love, americký tenorsaxofonista († 12. dubna 2012)
- 22. listopadu – Ron McClure, americký kontrabasista
- 23. listopadu – Franco Nero, italský zpěvák a herec
- 24. listopadu
  - Donald Dunn, americký baskytarista, hudební producent, skladatel a herec († 13. května 2012)
  - Pete Best, bubeník skupiny The Beatles
- 25. listopadu
  - Philippe Honoré, francouzský karikaturista († 7. ledna 2015)
  - Ahmad Šafík, egyptský politik
  - Percy Sledge, americký R&B a soulový zpěvák († 14. dubna 2015)
- 27. listopadu – Eduard Sibirjakov, sovětský volejbalista († 4. ledna 2004)
- 30. listopadu – Alí Hasan al-Madžíd, irácký ministr obrany, vnitra, vojenský velitel a šéf irácké zpravodajské služby († 25. ledna 2010)
- 5. prosince
  - Péter Balázs, ministr zahraničních věcí Maďarské republiky
  - Igor Bázlik, slovenský skladatel a koncertní klavírista († 18. listopadu 2023)
- 6. prosince – Leon Russom, americký herec
- 9. prosince – Beau Bridges, americký herec
- 10. prosince – Peter Sarstedt, anglický zpěvák († 8. ledna 2017)
- 13. prosince – Jozef Labuda, slovenský volejbalista
- 14. prosince – Antoni Morell, španělsky píšící andorrský spisovatel
- 19. prosince – I Mjong-bak, prezident Jižní Koreje
- 21. prosince – Rolf Aggestam, švédský básník, spisovatel a překladatel
- 23. prosince
  - Tim Hardin, americký folkový hudebník a skladatel († 29. prosince 1980)
  - Jean Gachassin, francouzský ragbista
- 24. prosince – Jerzy Strzelczyk, polský historik
- 31. prosince
  - Alex Ferguson, skotský fotbalový trenér
  - Sarah Milesová, anglická herečka
- ? – Barbara Neely, americká spisovatelka a aktivistka († 2. března 2020)
- ? – Nigel Waymouth, britský výtvarník
- ? – Jean-Claude Zehnder, švýcarský varhaník

## Úmrtí

### Česko

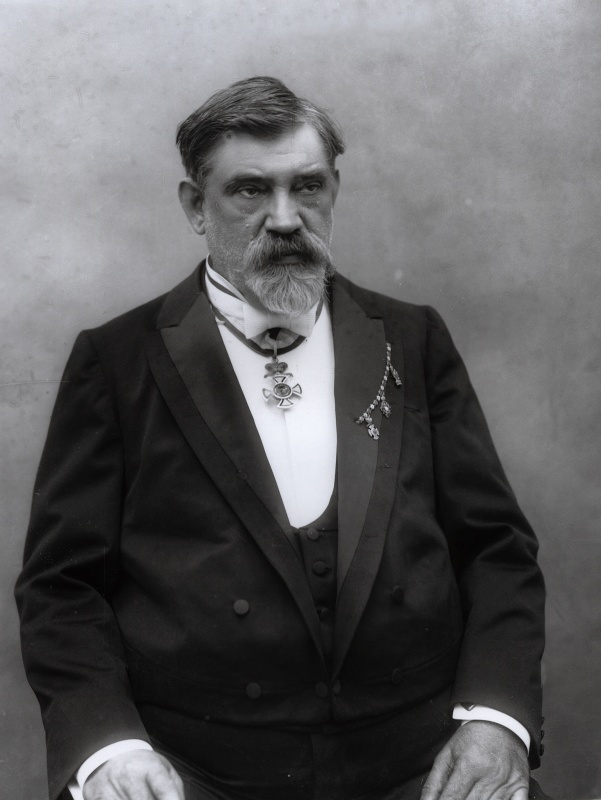
František Křižík († 22. ledna)

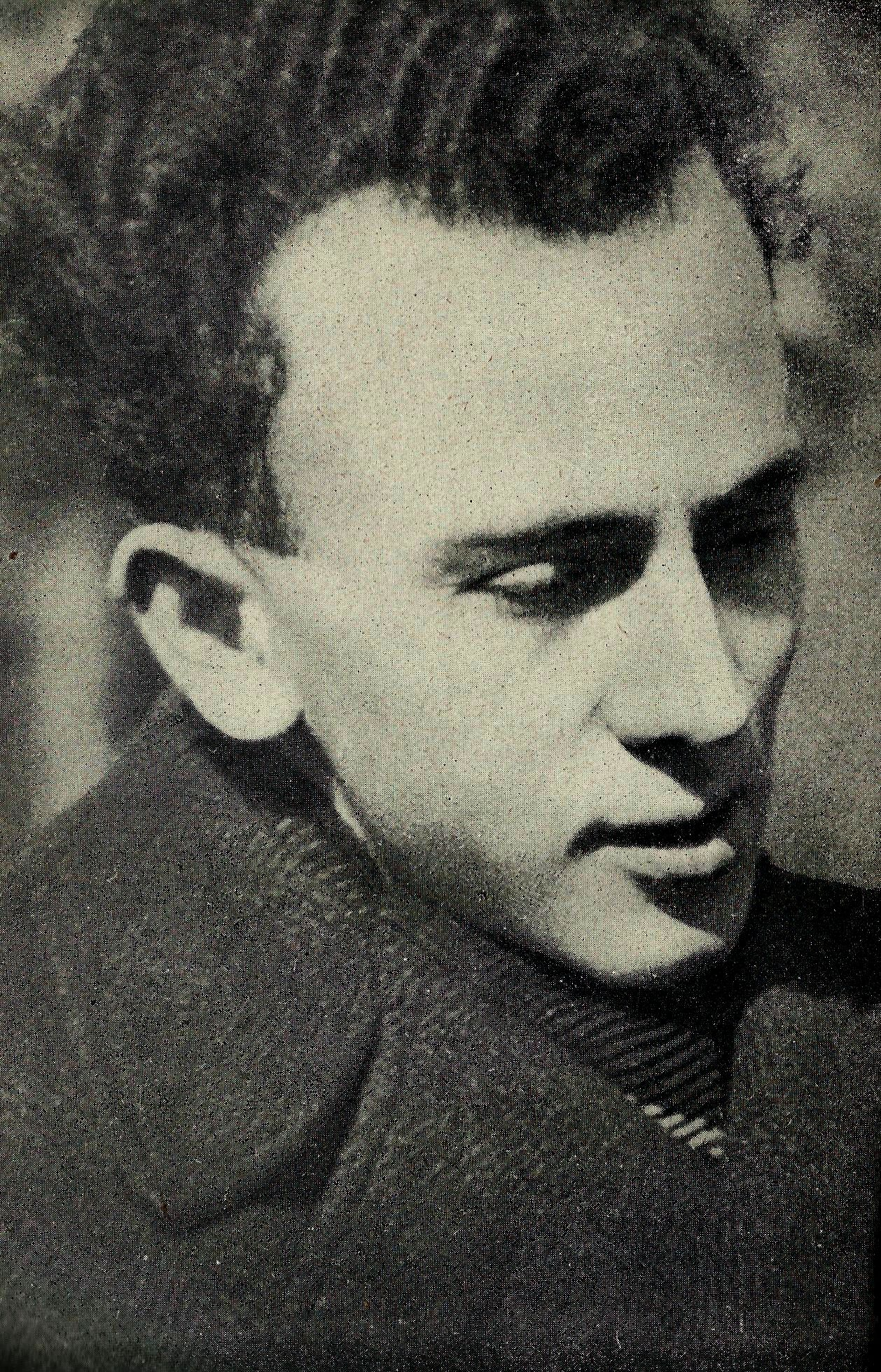
Jiří Orten († 30. srpna)

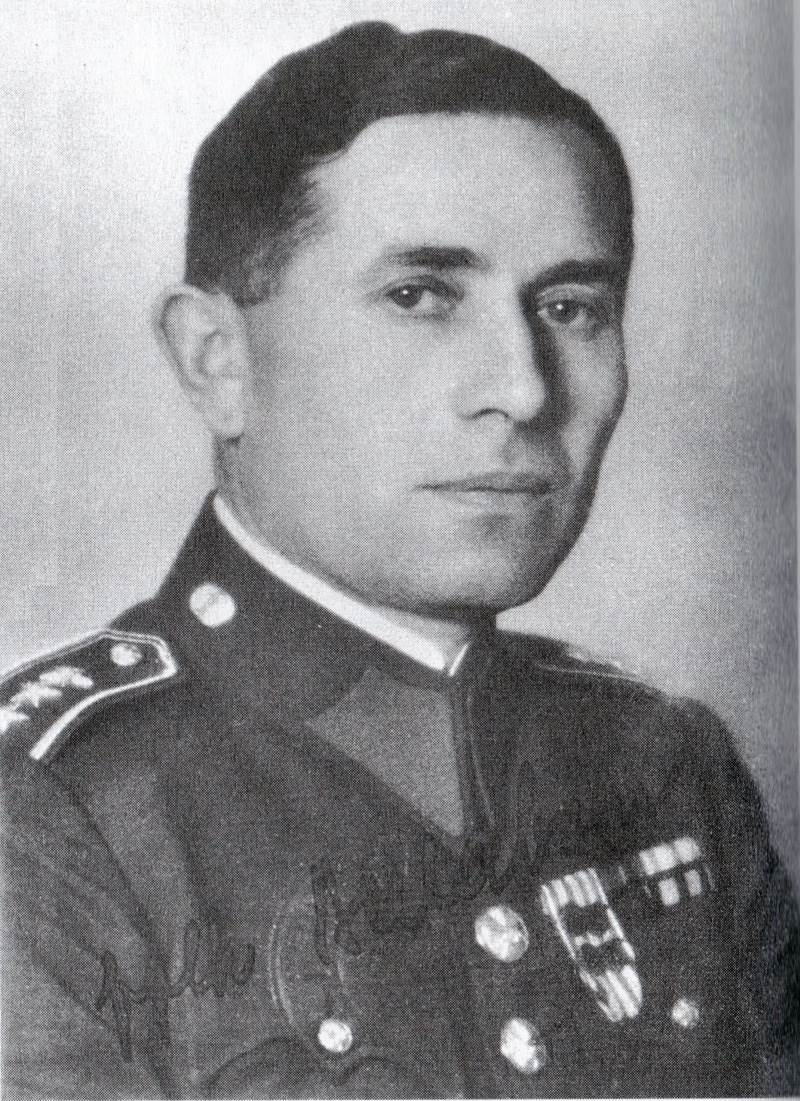
Josef Balabán († 1. října)

- 2. ledna – Karel Kozánek, advokát, funkcionář Sokola (* 1858)
- 7. ledna – František Chudoba, anglista, literární historik a překladatel (* 4. června 1878)
- 16. ledna – František Hnátek, výtvarník a spisovatel (* 6. ledna 1873)
- 20. ledna – Jano Köhler, malíř (* 9. února 1873)
- 22. ledna – František Křižík, technik (* 6. července 1847)
- 30. ledna – Josef Vítězslav Šimák, historik (* 15. srpna 1870)
- 9. února
  - Josef Šejnost, sochař (* 30. května 1878)
  - Heinrich Fanta, architekt (* 26. srpna 1877)
- 12. února – Břetislav Coufal, československý politik (* 1. listopadu 1880)
- 20. února – František Kysela, malíř, scénický výtvarník (* 4. září 1881)
- 1. března – Oskar Baum, český německy píšící spisovatel (* 21. ledna 1883)
- 7. března
  - Popelka Biliánová, spisovatelka (* 27. ledna 1862)
  - Bronislava Herbenová, spisovatelka (* 20. října 1861)
- 9. března – František Vážný, prezident Nejvyššího soudu (* 1. dubna 1868)
- 14. března – Josef Babánek, učitel a politik (* 20. června 1863)
- 19. března – Wenzel Feierfeil, československý politik německé národnosti (* 22. února 1868)
- 14. dubna – Wilhelm Maixner, československý politik německé národnosti (* 12. května 1877)
- 21. dubna
  - Josef Krejsa, malíř (* 14. března 1896)
  - Karel Kašpar, teolog (* 16. května 1870)
- 15. května – Jindřich Svoboda, matematik, astronom a rektor ČVUT (* 13. července 1884)
- 22. května – Jaroslav Galia, hudební skladatel a diplomat (* 31. října 1875)
- 30. května – Jindřich Hořejší, básník a překladatel (* 25. dubna 1886)
- 4. června – František Janeček, konstruktér a zakladatel firmy Jawa (* 23. ledna 1878)
- 14. června – Edvard Beaufort, nakladatel a redaktor (* 31. května 1860)
- 20. června – Josef Kupka, katolický teolog, brněnský biskup (* 7. května 1862)
- 3. července – Václav Hlinomaz, hudební skladatel (* 14. prosince 1873)
- 14. července – Ferdinand Scheinost, sportovní funkcionář a novinář (* 7. prosince 1889)
- 4. srpna – Jindřich Matiegka, lékař a antropolog, rektor Univerzity Karlovy (* 31. března 1862)
- 9. srpna – Antonín Gottwald, učitel, sběratel a amatérský archeolog (* 16. ledna 1869)
- 11. srpna – Antonín Hudeček, malíř (* 14. ledna 1872)
- 15. srpna – Josef Rozsíval, herec (* 20. listopadu 1884)
- 18. srpna – Josef Adel Wünsch, varhaník a skladatel (* 27. října 1850)
- 26. srpna – Alois Štůla, poslanec Národního shromáždění ČSR, první náměstek primátora hlavního města Prahy (* 22. ledna 1885)
- 1. září – Jiří Orten, básník (* 30. srpna 1919)
- 8. září – Otokar Fierlinger, zahradní architekt (* 21. května 1888)
- 11. září – František Mareš, pedagog (* 30. září 1862)
- 12. září – Otakar Škvain-Mazal, československý fotbalový reprezentant (* 3. června 1894)
- 28. září
  - Hugo Vojta, generál (* 11. dubna 1885)
  - Josef Bílý, generál (* 30. června 1872)
  - František Olejník, československý politik (* 1880)
- 30. září
  - František Václav Krejčí, spisovatel, novinář a politik (* 4. října 1867)
  - Augustin Pechlát, činovník Sokola, publicista a pedagog, účastník II. odboje, popraven nacisty (* 26. srpna 1877)
  - Vladimír Groh, klasický filolog a historik (* 26. ledna 1895)
- 1. října
  - Oleg Svátek, generál, legionář (* 3. února 1888)
  - František Holejšovský, československý politik (* 19. prosince 1866)
  - Karel Hovůrka, voják, příslušník československého protinacistického odboje (* 13. září 1914)
- 3. října – pplk. Josef Balabán, jeden ze Tří králů (popraven nacisty) (* 5. června 1894)
- 4. října
  - Jindřich Klečka, odbojový radiotelegrafista (* 7. dubna 1913)
  - Otakar Klapka, pražský primátor a právník (* 27. dubna 1891)
- 8. října – Božena Laglerová, první česká pilotka (* 11. prosince 1886)
- 10. října – Karel Lažnovský, novinář, kolaborant s nacisty (* 8. března 1906)
- 12. října – Josef Stivín, československý spisovatel a politik (* 18. prosince 1879)
- 13. října – František Bílek, sochař (* 6. listopadu 1872)
- 6. listopadu – Rudolf Rauscher, právní historik (* 14. září 1896)
- 11. listopadu – Karel Novák, rektor Českého vysokého učení technického (* 31. srpna 1867)
- 14. listopadu – Jaroslav Mezník, viceprezident Podkarpatské Rusi, moravský zemský prezident (* 4. dubna 1884)
- 29. listopadu – Karla Absolonová-Bufková, spisovatelka (* 7. února 1855)
- 3. prosince – Miloš Seifert, zakladatel československého woodcrafterského hnutí (* 8. ledna 1887)
- 10. prosince – Václav Veselý, československý gymnasta, stříbrná medaile na OH 1928 (* 13. srpna 1900)
- 12. prosince – Antonín Svěcený, československý politik (* 1. ledna 1871)
- 16. prosince – František Kaván, malíř a básník (* 10. září 1866)
- 29. prosince – Josef Florian, literát, vydavatel a překladatel (* 9. února 1873)

### Svět

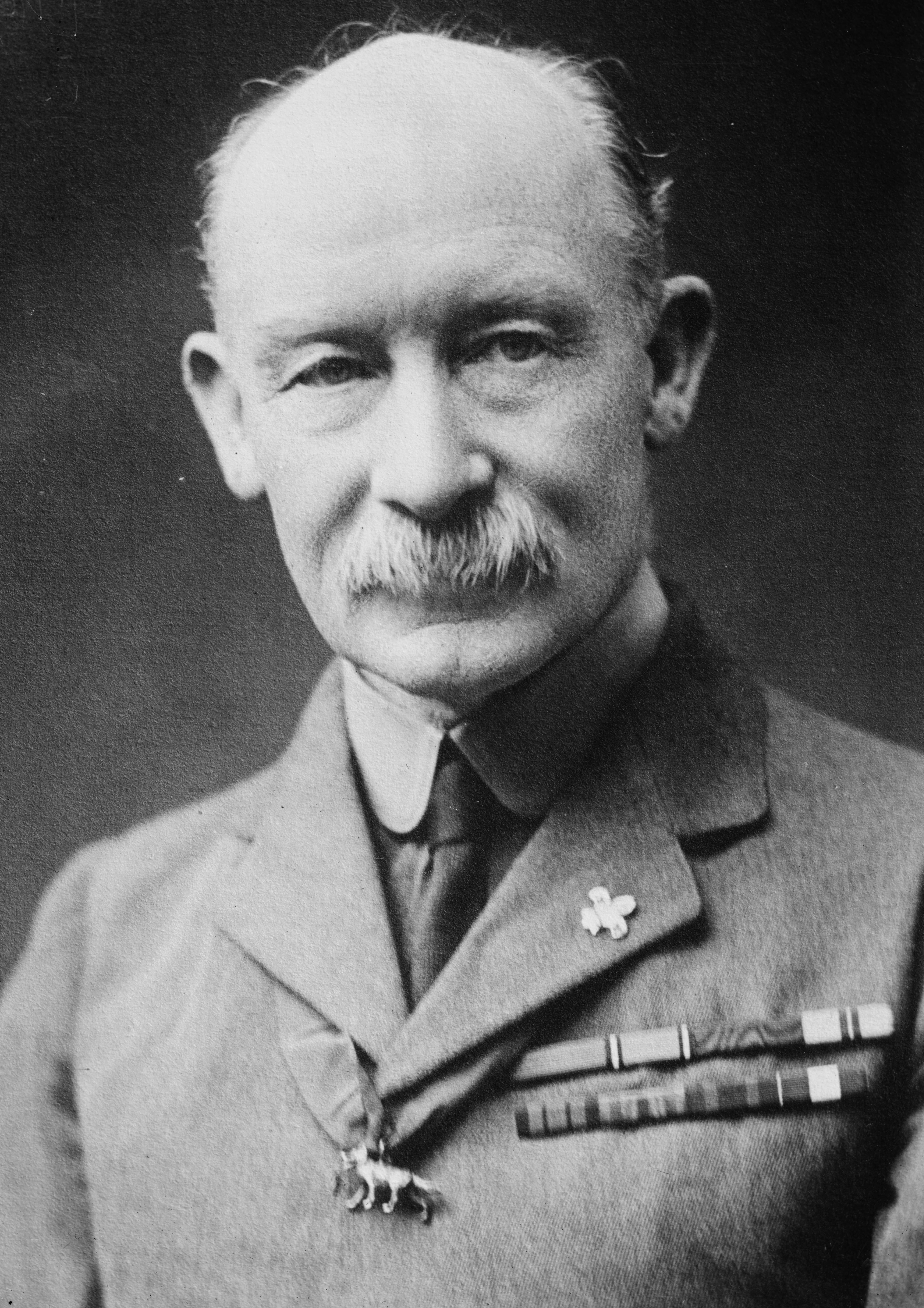
Robert Baden-Powell († 8. ledna)

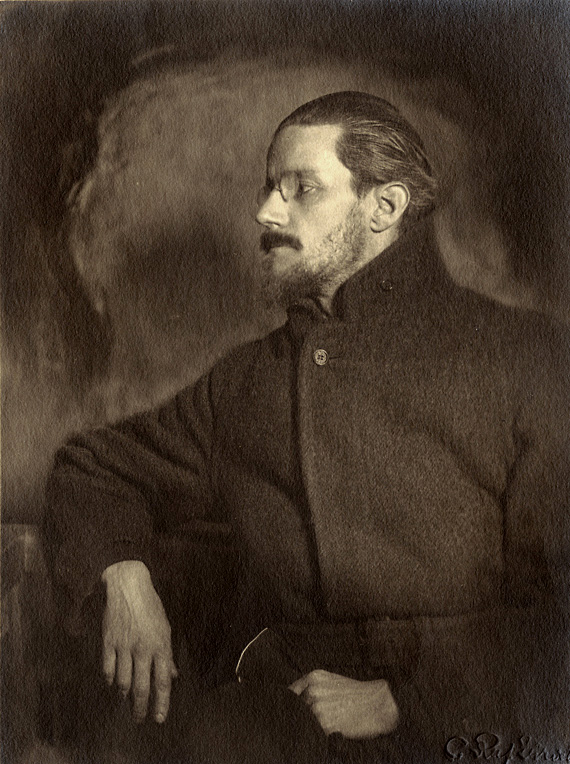
James Joyce († 13. ledna)

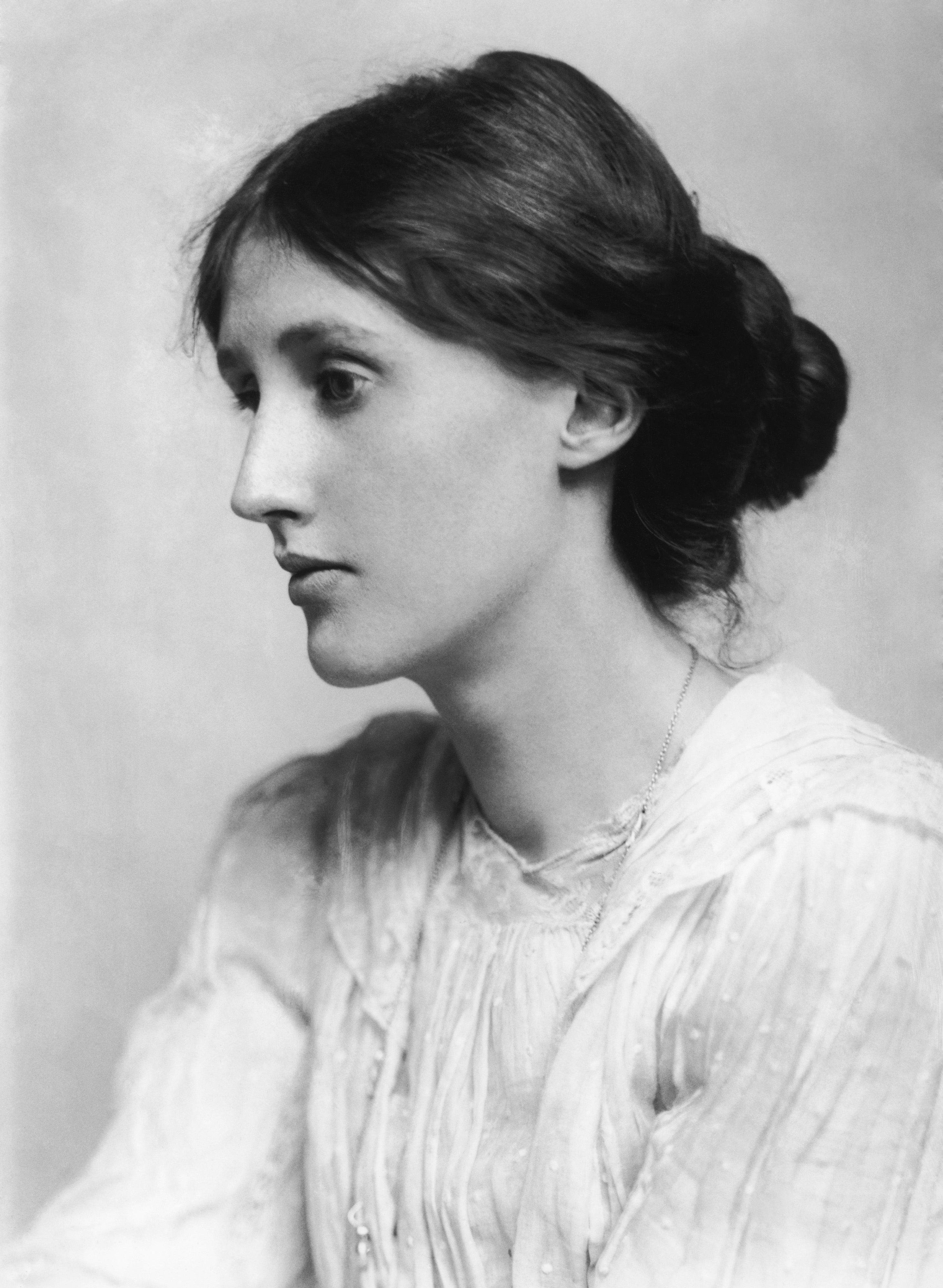
Virginia Woolfová († 28. března)

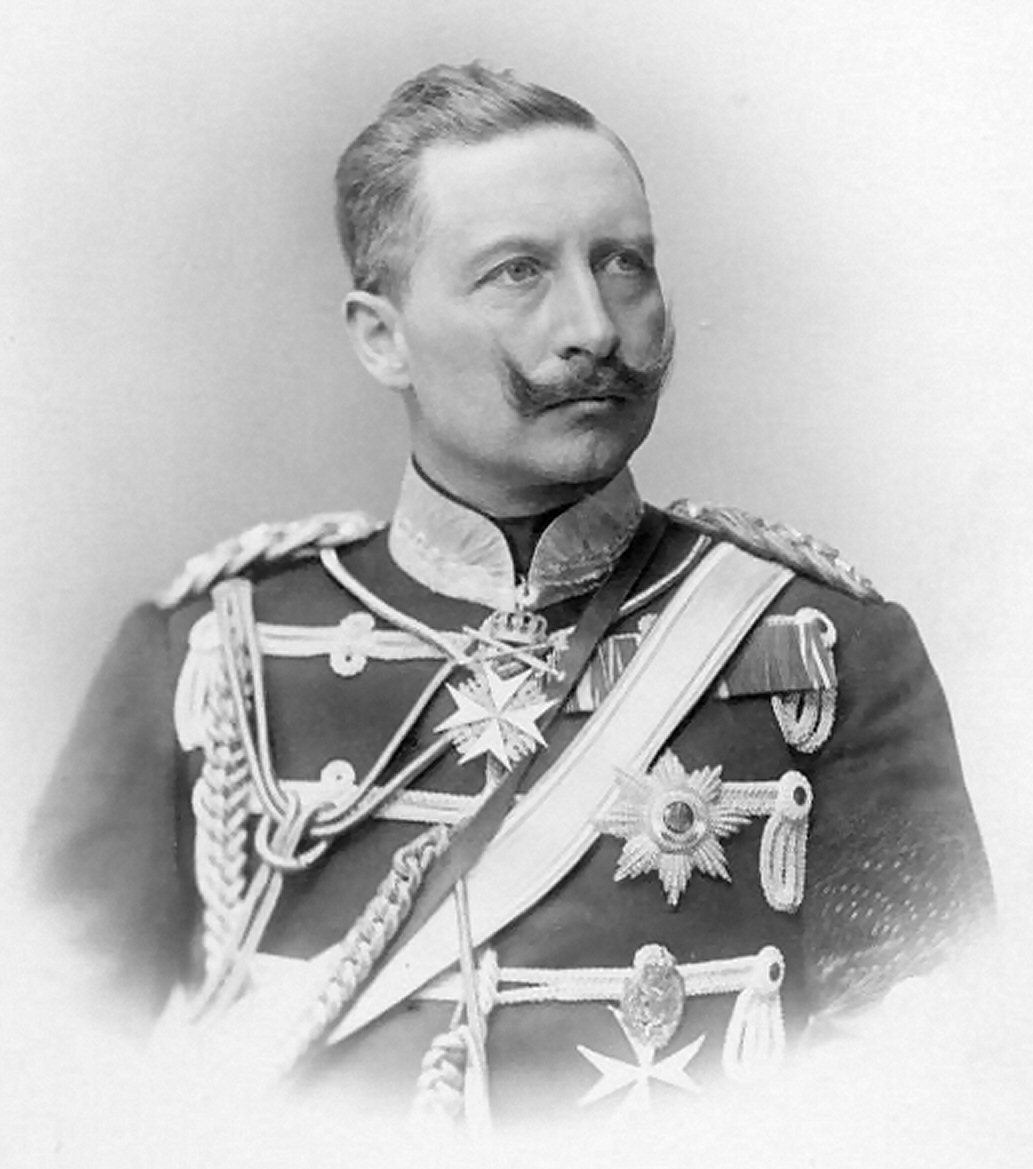
Vilém II. Pruský († 4. června)

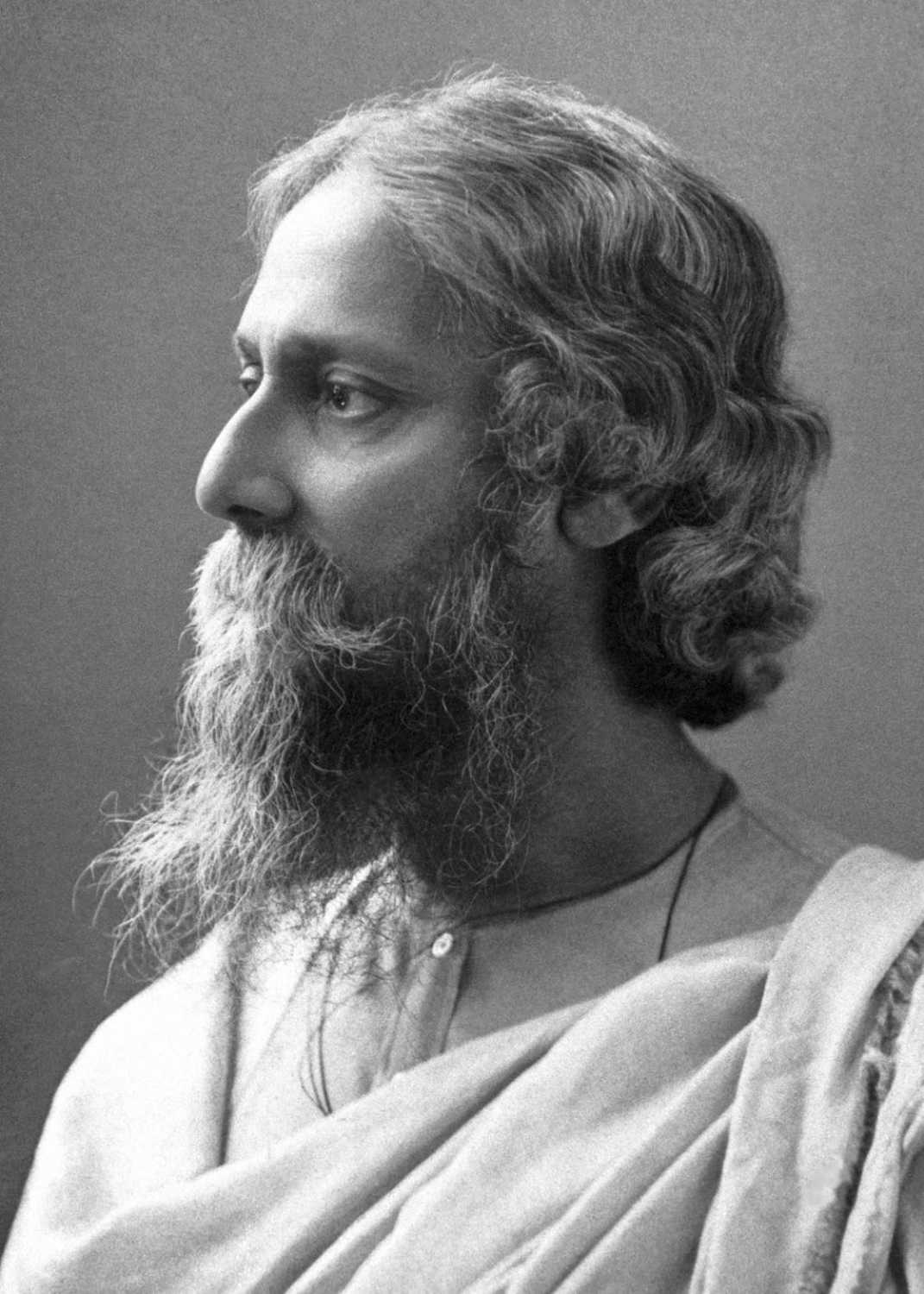
Rabíndranáth Thákur († 7. srpna)

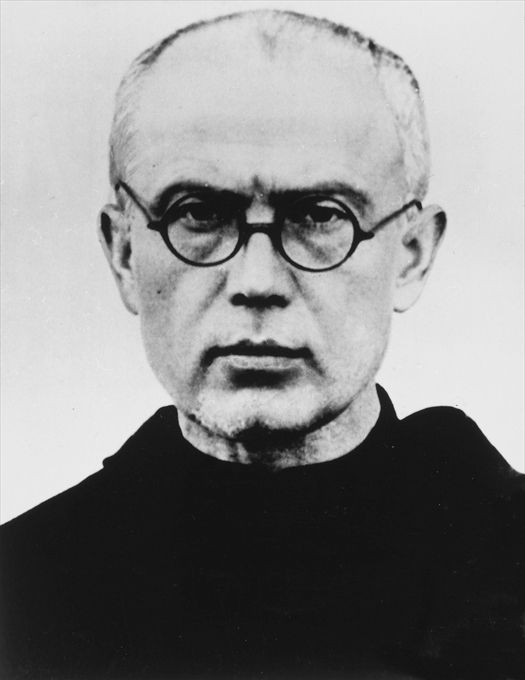
Maxmilián Kolbe († 14. srpna)

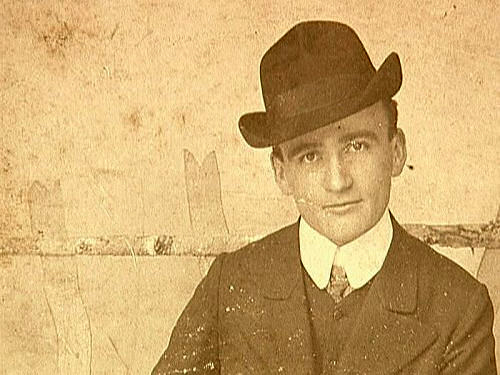
Karel Hašler († 22. prosince)

- 2. ledna – Štefan Banič, slovenský konstruktér a vynálezce (* 23. listopadu 1870)
- 4. ledna – Henri Bergson, francouzský filosof (* 18. října 1859)
- 5. ledna – Amy Johnsonová, anglická pilotka (* 1. července 1903)
- 8. ledna – Robert Baden-Powell, voják a zakladatel skautského hnutí (* 22. února 1857)
- 9. ledna – August von Engel, předlitavský státní úředník a politik (* 1. července 1855)
- 10. ledna – Issai Schur, německý matematik (* 10. ledna 1875)
- 11. ledna – Emanuel Lasker, německý šachový velmistr (* 24. prosince 1868)
- 13. ledna – James Joyce, irský romanopisec a básník (* 2. února 1882)
- 18. ledna – Bernard Parker Haigh, britský inženýr a profesor aplikované mechaniky (* 8. července 1884)
- 23. ledna – Pavel Socháň, slovenský malíř, fotograf, etnograf, dramatik (* 6. června 1862)
- 29. ledna
  - Matt McGrath, americký trojnásobný olympijský medailista v hodu kladivem (* 18. prosince 1875)
  - Ioannis Metaxas, řecký diktátor a ministr (* 12. dubna 1871)
- 30. ledna – Emil von Guttenberg, předlitavský šlechtic, generál a politik (* 4. ledna 1841)
- 6. února – Josef Melan, rakouský stavební inženýr (* 18. listopadu 1853)
- 11. února – Rudolf Hilferding, německý politik, ekonom a marxistický teoretik (* 10. srpna 1877)
- 15. února – Guido Adler, rakouský právník, hudební vědec a skladatel (* 1. listopadu 1855)
- 16. února – Alfred Fuchs, český spisovatel, novinář a překladatel (* 23. června 1892)
- 18. února – Karol Wojtyła st., poručík Rakousko-uherské armády, otec papeže Jana Pavla II. (* 18. července 1879)
- 21. února – Frederick Banting, kanadský lékař, objevitel léčebných účinků inzulinu (* 14. listopadu 1891)
- 28. února – Alfons XIII., španělsky král (* 17. května 1886)
- 4. března – Ludwig Quidde, německý historik a pacifista, nositel Nobelovy ceny míru (* 23. března 1858)
- 6. března – Gutzon Borglum, americký sochař (* 25. března 1867)
- 7. března
  - Igo Sym, rakousko-polský herec (* 3. července 1896)
  - Günther Prien, německý velitel ponorky U 47 (* 16. ledna 1908)
- 8. března
  - José Serrano, španělský hudební skladatel (* 14. října 1873)
  - Sherwood Anderson, americký spisovatel (* 13. září 1876)
- 9. března – Přemysl Šámal, český politik, účastník protirakouského a protinacistického odboje (* 4. října 1867)
- 10. března – August Abbehusen, německý architekt (* 17. října 1875)
- 15. března – Alexej von Jawlensky, ruský malíř (* 25. března 1865)
- 17. března – Isaak Babel, ruský spisovatel (* 13. července 1894)
- 18. března – Henri Cornet, francouzský cyklista (* 1884)
- 19. března – Matteo Ceirano, italský podnikatel v automobilovém průmyslu (* 1870)
- 22. března – Ferenc Koperniczky, československý politik (* 17. února 1851)
- 28. března – Virginia Woolfová, anglická spisovatelka (* 25. ledna 1882)
- 30. března
  - George Beauchamp, konstruktér hudebních nástrojů (* 18. března 1899)
  - Antonín Janoušek, český novinář a komunistický politik (* 22. srpna 1877)
- 4. dubna – Emine Nazikedâ Kadınefendi, manželka osmanského sultána Mehmeda VI. (* 9. října 1866)
- 5. dubna – Franciszek Kleeberg, polský generál (* 1. února 1888)
- 13. dubna
  - Ferdynand Hoesick, polský nakladatel, spisovatel a literární historik (* 16. října 1867)
  - Annie Jump Cannon, americká astronomka (* 11. prosince 1863)
- 16. dubna
  - Émile Bernard, francouzský malíř (* 28. dubna 1868)
  - Hans Driesch, německý biolog a filosof (* 28. října 1867)
- 24. dubna – Karin Boyeová, švédská spisovatelka (* 26. října 1900)
- 28. dubna – Karl Benirschke, rakouský architekt a vídeňský stavitel (* 17. srpna 1875)
- 8. května – Bohumír Šmeral, československý politik, novinář, předseda sociální demokracie a zakladatel Komunistické strany Československa (* 25. října 1880)
- 10. května – Diederik Korteweg, holandský matematik (* 31. března 1848)
- 18. května – Werner Sombart, německý sociolog a ekonom (* 19. ledna 1863)
- 24. května – Lancelot Holland, britský admirál (* 13. září 1887)
- 28. května – Theodor Siebs, německý germanista a fonetik (* 26. srpna 1862)
- 31. května – Francis Meadow Sutcliffe, anglický fotograf (* 6. října 1853)
- 4. června – Vilém II. Pruský, německý císař a pruský král (* 27. ledna 1859)
- 6. června – Louis Chevrolet, automobilový závodník a spoluzakladatel firmy Chevrolet (* 25. prosince 1878)
- 9. června – Franz Koritschoner, rakouská politik, spoluzakladatel Komunistické strany Rakouska (* 23. února 1891)
- 11. června – Karl Hermann Wolf, rakouský a český novinář, publicista a politik (* 27. ledna 1862)
- 15. června – Evelyn Underhillová, anglická náboženská spisovatelka (* 6. prosince 1875)
- 4. července – Tadeusz Boy-Żeleński, polský lékař, spisovatel a překladatel (* 21. prosince 1874)
- 7. července
  - Stanisław Motyka, polský horolezec, horský vůdce (* 6. května 1906)
  - Alter Kacyzne, židovský spisovatel a fotograf (* 31. května 1885)
- 10. července
  - Kazimierz Gałecki, předlitavský ministr pro haličské záležitosti (* 1863)
  - Jelly Roll Morton, americký klavírista (* 20. října 1890)
- 11. července – Arthur Evans, britský archeolog (* 8. července 1851)
- 15. července
  - August Cesarec, chorvatský spisovatel (* 4. prosince 1893)
  - Walter Ruttmann, německý filmový režisér (* 28. prosince 1887)
- 20. července – Václav Valeš, český válečný letec RAF (* 26. listopadu 1914)
- 22. července – Dmitrij Grigorjevič Pavlov, sovětský vojevůdce (* listopadu 1897)
- 23. července – František Stanislav, československý politik (* 1. ledna 1893)
- 24. července
  - Rudolf Ramek, rakouský kancléř (* 12. dubna 1881)
  - Jovan Kršić, bosenský literární kritik, kulturní historik a překladatel (* 18. ledna 1898)
- 26. července
  - Benjamin Lee Whorf, americký lingvista a antropolog (* 24. dubna 1897)
  - Henri Lebesgue, francouzský matematik (* 28. června 1875)
- 5. srpna – Lev Grigorjevič Dejč, ruský revolucionář (* 26. září 1855)
- 7. srpna – Rabíndranáth Thákur, bengálský básník (* 6. května 1861)
- 14. srpna
  - Maxmilián Kolbe, kněz, filosof, teolog, misionář a mučedník, katolický světec (* 7. ledna 1894)
  - Paul Sabatier, francouzský chemik (* 5. listopadu 1854)
- 29. srpna – Henri Honoré d'Estienne d'Orves, hrdina francouzské odbojové organizace Résistance (* 3. června 1901)
- 31. srpna
  - Veselin Misita, důstojník jugoslávské armády (* 19. března 1904)
  - Marina Cvětajevová, ruská spisovatelka a básnířka (* 8. října 1892)
- 7. září
  - Lajos Vajda, maďarský malíř (* 6. srpna 1908)
  - Secondo Pia, italský právník a amatérský fotograf (* 9. září 1855)
- 11. září – Christian Rakovskij, předseda lidových komisařů Ukrajinské SSR (* 1. srpna 1873)
- 15. září – Jurij Michajlovič Stěklov, sovětský historik a novinář (* 27. srpna 1873)
- 17. září – Iosif Berman, rumunský fotograf a žurnalista (* 17. ledna 1892)
- 24. září – Gottfried Feder, německý nacistický ekonomický teoretik (* 27. ledna 1883)
- 25. září – Kurt Konrad, český marxistický novinář, literární a divadelní kritik (* 15. října 1908)
- 27. září – Julius Wagner-Jauregg, rakouský neurolog, nositel Nobelovy ceny za fyziologii a medicínu (* 7. března 1857)
- 29. září – Vilmos Aba-Novák, maďarský malíř (* 15. března 1894)
- 30. září – André Regenermel, americký radiotelegrafista a konstruktér (* 31. března 1914)
- 2. října – Menachem Usiškin, ruský sionistický aktivista (* 14. srpna 1863)
- 5. října – Louis Brandeis, soudce Nejvyššího soudu Spojených států amerických (* 13. listopadu 1856)
- 14. října – Hjalmar Söderberg, švédský spisovatel, dramatik a literární kritik (* 2. července 1869)
- 17. října – Jozef Branecký, československý politik slovenské národnosti (* 10. března 1878)
- 18. října – Ján Pocisk, československý novinář a politik (* 18. dubna 1870)
- 20. října – Hanuš Bonn, český básník (* 5. července 1913)
- 21. října – Herman Lieberman, polský politik (* 4. ledna 1870)
- 25. října
  - Franz von Werra, německé stíhací eso (* 13. července 1914)
  - Robert Delaunay, francouzský kubistický malíř (* 12. dubna 1886)
- 26. října – Arkadij Gajdar, sovětský spisovatel (* 22. ledna 1904)
- 28. října – Filipp Isajevič Gološčokin, sovětský státní a partajní činovník (* 26. února 1876)
- 29. října
  - Alexandr Nikolajevič Afinogenov, ruský sovětský novinář, spisovatel a dramatik (* 4. dubna 1904)
  - Bruno Cassirer, oxfordský vydavatel a galerista (* 12. prosince 1872)
- 31. října – Vilém Julius Josef Hauner, český vojenský historik (* 28. dubna 1877)
- 1. listopadu – Mária Kupčoková, slovenská spisovatelka a překladatelka (* 27. dubna 1879)
- 6. listopadu
  - Paul Baras, francouzský cyklista a automobilový závodník (* 14. května 1870)
  - Maurice Leblanc, francouzský spisovatel (* 11. listopadu 1864)
- 8. listopadu – Gaetano Mosca, italský politolog (* 1. dubna 1858)
- 12. listopadu – Charles Huntziger, francouzský generál (* 25. červen 1880)
- 17. listopadu – Ernst Udet, německý stíhací pilot – sebevražda (* 26. dubna 1896)
- 18. listopadu – Walther Hermann Nernst, německý fyzikální chemik, nositel Nobelovy ceny za chemii za rok 1920 (* 25. červen 1864)
- 22. listopadu
  - Kurt Koffka, německý psycholog (* 18. března 1886)
  - Werner Mölders, německý stíhací pilot (* 18. března 1913)
- 29. listopadu – Zoja Kosmoděmjanská, sovětská partyzánka za druhé světové války (* 13. září 1923)
- 2. prosince – Edward Śmigły-Rydz, polský generál, politik a umělec (* 11. března 1886)
- 6. prosince – Abd-ru-shin, německý spisovatel, zakladatel Hnutí Grálu (* 18. dubna 1875)
- 9. prosince
  - Dmitrij Sergejevič Merežkovskij, ruský básník, kritik a spisovatel (* 14. srpna 1865)
  - Eduard von Böhm-Ermolli, rakouský polní maršál (* 12. února 1856)
- 10. prosince – Filipp Macharadze, gruzínský politik (* 9. března 1868)
- 11. prosince – Émile Picard, francouzský matematik (* 24. července 1856)
- 12. prosince – Branson DeCou, americký fotograf (* 20. října 1892)
- 20. prosince – Alexandr Vveděnskij, ruský avantgardní básník a dramatik (* 6. prosince 1904)
- 22. prosince – Karel Hašler, český herec, skladatel, spisovatel, dramatik a režisér (* 31. října 1879)
- 27. prosince – Jaromír Václav Šmejkal, český spisovatel (* 14. listopadu 1902)
- 29. prosince – Tullio Levi-Civita, italský matematik (* 29. března 1873)
- 30. prosince – El Lisickij, ruský a sovětský výtvarný umělec (* 23. listopadu 1890)
- ? – Rudolph Grossmann, německý grafik (* 1882)
- ? – Saliha Sultan, osmanská princezna a dcera sultána Abdulazize (* 10. srpna 1862)

## Hlavy států
- Československo
  - Edvard Beneš (prezident v exilu)
  - Emil Hácha (státní prezident Protektorátu Čechy a Morava)
  - Jozef Tiso (prezident Slovenské republiky)
- Protektorát Čechy a Morava
  - Konstantin von Neurath (říšský protektor)
  - Reinhard Heydrich (zastupující říšský protektor)
- Itálie – Viktor Emanuel III.
- Japonsko – Císař Šówa
- Papež – Pius XII.
- USA – Franklin Delano Roosevelt
- Spojené království Velké Británie a Severního Irska – Jiří VI.
- Sovětský svaz – Stalin
- Velkoněmecká říše – Adolf Hitler
- Okupovaná Litva – Antanas Sniečkus